# Lista över spel till Mega Drive

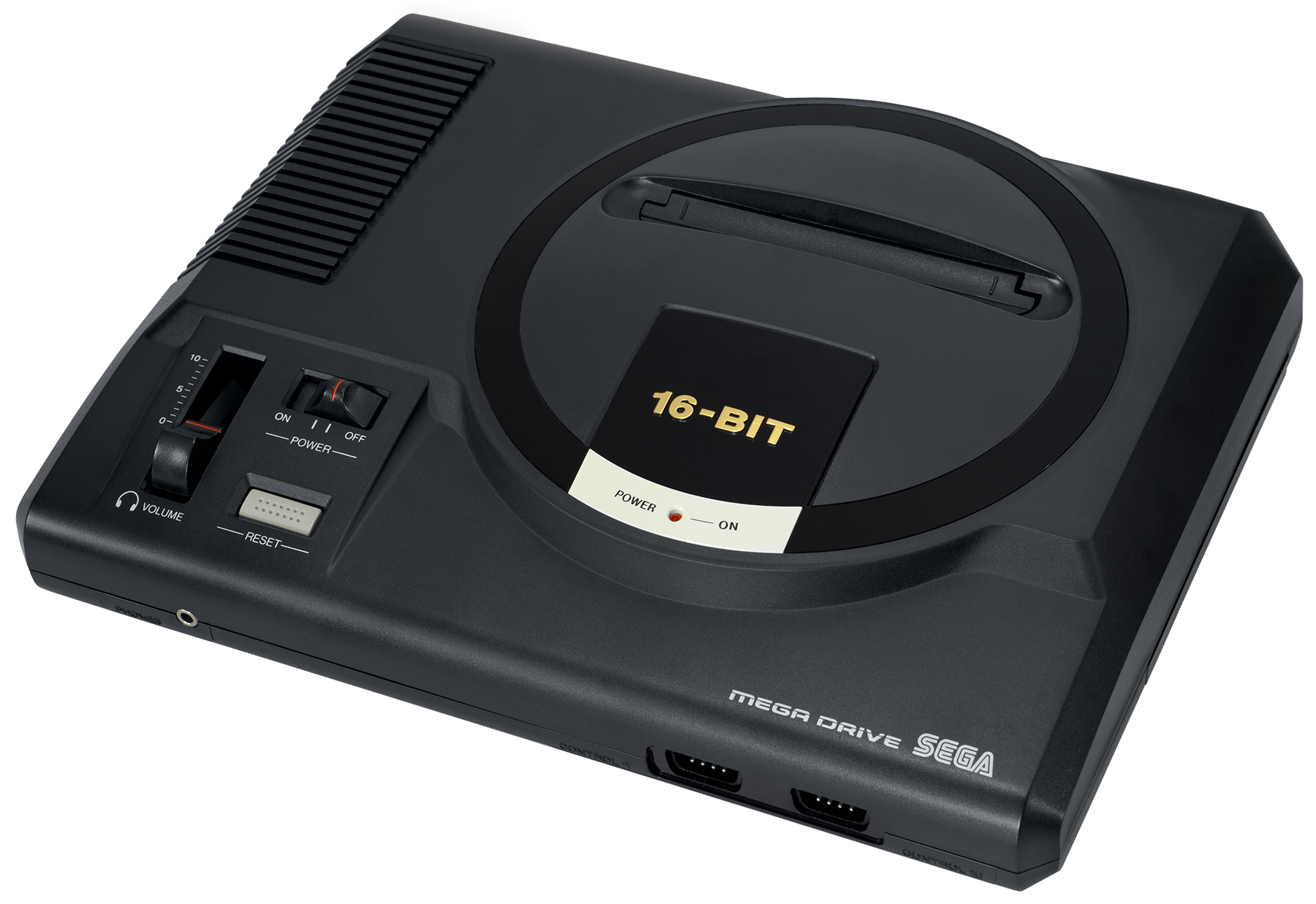
Konsolen Sega Mega Drive, den europeiska versionen

Sega Mega Drive, känd som Mega Drive (japanska: メガドライブ Hepburn: Mega Doraibu?) i de flesta regioner utanför Nordamerika (i NA Sega Genesis), är en 16-bitars spelkonsol som utvecklades och såldes av Sega Enterprises, Ltd. Den utgavs först i Japan 1988, i Nordamerika 1989 och i PAL-regionen 1990, och var Segas tredje konsol och efterföljare till Sega Master System. Systemet stödjer en katalog på mer än 900 spel skapade av både Sega och en stor samling av tredjepartsutgivare och levererade på spelkassetter. Konsolen kan också spela hela Master Systems spelkatalog när den separat sålda "Power Base Converter" är installerad. Mega Drive drog också fördel av många olika tillbehör, däribland Sega Mega-CD och Sega 32X, flertalet nätverkstjänster, och en mängd variationer av konsolen bland första- och tredjepart som fokuserade på att utöka dess funktionalitet. Konsolen och dess spel fortsätter att vara populär bland fans, samlare, spelmusikintresserade och emulatorentusiaster. Licensierade återutgivningar av tredjepart till konsolen produceras ännu, och flera indiespelutvecklare fortsätter att göra spel till Mega Drive. Många spel har också släppts på nytt i kompilationer för senare konsoler och gjorts tillgängliga för nedladdning på diverse onlinetjänster så som Wii Virtual Console, Xbox Live Arcade, Playstation Network och Steam.
Mega Drives spelkatalog var inledningsvis blygsam, men växte efterhand till att innehålla spel för att attrahera alla typer av spelare. Den från början medföljande titeln var Altered Beast som senare ersattes med Sonic the Hedgehog. Storsäljare blev Sonic the Hedgehog, dess uppföljare Sonic the Hedgehog 2 och Disney's Aladdin. Under utvecklingen av konsolen fokuserade Sega of Japan på att utveckla actionspel, medan Sega of America fick uppgiften att utveckla sportspel. En stor del av dragningskraften till Mega Drives spelkatalog under konsolens livstid var den arkadbaserade upplevelsen i dess spel, svårare spel som exempelvis Ecco the Dolphin, och sportspel som Joe Montana Football. Jämfört med dess konkurrenter riktade Sega marknadsföring mot en äldre publik genom att erbjuda mer vuxna spel, bland annat den ocensurerade versionen av Mortal Kombat.
Följande är en alfabetisk lista över utgivna spel till Mega Drive. Speltitlarna som listas inkluderar inte utgivningar till tilläggen Sega Mega-CD eller Sega 32X. Listan innefattar titlar som inte licensierats av Sega, däribland utgivningar i Taiwan av flera utvecklare så som Gamtec, liksom utgivningar av Accolade innan de licensierades som en följd av rättsfallet Sega v. Accolade. I den här listan finns också titlar som utvecklats av olicensierade tredjepartsutvecklare efter det att tillverkningen av Mega Drive upphört, som Pier Solar and the Great Architects.
Några spel släpptes exklusivt på Sega Channels prenumerationstjänst som var aktiv från 1994 till 1998. Det innebär att inga fysiska spelkassetter officiellt gavs ut för användning till konsoler. Samtidigt som få spel släpptes på detta sätt är några av dem ansedda som framstående inom Mega Drives spelkatalog, bland annat Pulseman och Mega Man: The Wily Wars. Dessa titlar har en specifik markering i listan med deras utgivningsstatus skriven mot en gul bakgrund.
| Utgivningsregioner | Beskrivning                                                           |
| ------------------ | --------------------------------------------------------------------- |
| JP (Japan)         | Japansk (NTSC-J)-formaterad utgivning                                 |
| NA (Nordamerika)   | Nordamerika och andra NTSC-territorier, förutom Japan                 |
| PAL-regionen       | PAL/SECAM-territorier: stor del av Europa, Australien, delar av Asien |
| BR (Brasilien)     | NTSC-U exklusiv utgivning i Brasilien                                 |
| KR (Korea)         | NTSC-J exklusiv utgivning i Sydkorea                                  |
| TW (Taiwan)        | NTSC-J exklusiv utgivning i Taiwan                                    |

## Spel
| Titel/Titlar | Utvecklare                                                | Utgivare                                              | JP utgivning | NA utgivning        | PAL utgivning | Annan utgivning | År            |
| --- | --------------------------------------------------------- | ----------------------------------------------------- | ------------ | ------------------- | ------------- | --------------- | ------------- |
| 3 Ninjas Kick Back | Malibu Interactive                                        | Psygnosis                                             |              | Ja                  |               |                 | 1994          |
| 6-Pak | Sega                                                      | Sega                                                  |              | Ja                  |               |                 | 1995          |
| 688 Attack Sub | Electronic Arts                                           | Sega                                                  |              | Ja                  | Ja            |                 | 1991          |
| A Dinosaur's Tale | Funcom                                                    | Hi Tech Expressions                                   |              | Ja                  |               |                 | 1994          |
| A Ressha de Ikou MD | MNM Software                                              | Sega                                                  | Ja           |                     |               |                 | 1992          |
| Aaahh!!! Real Monsters | Realtime Associates                                       | Viacom New Media                                      |              | Ja                  | Ja            |                 | 1995          |
| Aah! Harimanada | Megasoft                                                  | Sega                                                  | Ja           |                     |               |                 | 1993          |
| Action 52 | FarSight Technologies                                     | Active Enterprises                                    |              | Ja                  |               |                 | 1993          |
| Addams Family Values | Ocean Software                                            | Ocean Software                                        |              |                     | Ja            |                 | 1995          |
| The Addams Family | Ocean Software                                            | Flying Edge                                           |              | Ja                  | Ja            |                 | 1994          |
| Advanced Daisenryaku -Deutsch Dengeki Sakusen- | SystemSoft                                                | Sega                                                  | Ja           |                     |               |                 | 1991          |
| The Adventures of Batman & Robin | Clockwork Tortoise                                        | Sega                                                  |              | Ja                  | Ja            |                 | 1995          |
| The Adventures of Mighty Max | WJS Design                                                | Ocean Software                                        |              | Ja                  | Ja            |                 | 1994          |
| The Adventures of Rocky and Bullwinkle and Friends | Imagineering                                              | Absolute Entertainment                                |              | Ja                  |               |                 | 1994          |
| Aero the Acro-Bat | Iguana Entertainment                                      | Sunsoft                                               |              | Ja                  | Ja            |                 | 1993          |
| Aero the Acro-Bat 2 | Iguana Entertainment                                      | Sunsoft                                               |              | Ja                  | Ja            |                 | 1994          |
| Aerobiz Air Management: Oozora ni KakeruJP | Koei                                                      | Koei                                                  | Ja           | Ja                  |               |                 | 1992          |
| Aerobiz Supersonic Air Management II: Koukuu Ou wo MezaseJP | Koei                                                      | Koei                                                  | Ja           | Ja                  |               |                 | 1993          |
| After Burner II | Sega AM2                                                  | Sega                                                  | Ja           | Ja                  | Ja            |                 | 1990          |
| Air Buster Aero BlastersJP | Kaneko                                                    | Kaneko                                                | Ja           | Ja                  |               |                 | 1991          |
| Air Diver | Copya System                                              | SeismicNA AsmikJP                                     | Ja           | Ja                  |               |                 | 1990          |
| Alex Kidd in the Enchanted Castle Alex Kidd: Tenkuu MajouJP | Sega AM7                                                  | Sega                                                  | Ja           | Ja                  | Ja            |                 | 1989          |
| Alien 3 | Probe Software                                            | Arena Entertainment                                   |              | Ja                  | Ja            |                 | 1993          |
| Alien Soldier | Treasure                                                  | Sega                                                  | Ja           | Enbart Sega Channel | Ja            |                 | 1995          |
| Alien Storm | Sega AM7                                                  | Sega                                                  | Ja           | Ja                  | Ja            |                 | 1991          |
| Alisia Dragoon | Game Arts Gainax                                          | SegaNA/PAL Game ArtsJP                                | Ja           | Ja                  | Ja            |                 | 1992          |
| Altered Beast JuuoukiJP | Sega AM7                                                  | Sega                                                  | Ja           | Ja                  | Ja            |                 | 1988          |
| American Gladiators | Imagitec Design                                           | GameTek                                               |              | Ja                  |               |                 | 1992          |
| Andre Agassi Tennis | TecMagik                                                  | TecMagik                                              |              | Ja                  | Ja            |                 | 1992          |
| Animaniacs | Konami                                                    | Konami                                                |              | Ja                  | Ja            |                 | 1994          |
| Another World Out of This WorldNA | Delphine Software                                         | Virgin Games                                          |              | Ja                  | Ja            |                 | 1991          |
| The Aquatic Games starring James Pond and The Aquabats | Millennium Interactive                                    | Electronic Arts                                       |              | Ja                  | Ja            |                 | 1992          |
| Arcade Classics | Al Baker & Associates                                     | Sega                                                  |              | Ja                  | Ja            |                 | 1996          |
| Arch Rivals: The Arcade Game | Midway Games                                              | Flying Edge                                           |              | Ja                  | Ja            |                 | 1992          |
| Arcus Odyssey | Wolf Team                                                 | Renovation ProductsNA Telenet JapanJP                 | Ja           | Ja                  |               |                 | 1991          |
| Ariel the Little Mermaid | BlueSky Software                                          | Sega                                                  |              | Ja                  | Ja            |                 | 1992          |
| Arnold Palmer Tournament Golf Naomichi Ozaki no Super MastersJP                                                                                                | Sega                                                      | Sega                                                  | Ja           | Ja                  | Ja            |                 | 1989          |
| Arrow Flash | Sega                                                      | Renovation ProductsNA SegaJP/PAL                      | Ja           | Ja                  | Ja            |                 | 1990          |
| Art Alive! | Western Technologies                                      | Sega                                                  | Ja           | Ja                  | Ja            |                 | 1991          |
| Art of Fighting Ryuuko no KenJP | SNK Sega                                                  | Sega                                                  | Ja           | Ja                  | Ja            |                 | 1994          |
| Asterix and the Great Rescue | Core Design                                               | Sega                                                  |              | Ja                  | Ja            |                 | 1993          |
| Asterix and the Power of the Gods | Core Design                                               | Sega                                                  |              |                     | Ja            |                 | 1995          |
| Atomic Robo-Kid | UPL Limited Micronics                                     | Treco                                                 | Ja           | Ja                  |               |                 | 1990          |
| Atomic Runner ChelnovJP | Data East                                                 | Data EastNA/JP SegaPAL                                | Ja           | Ja                  | Ja            |                 | 1992          |
| ATP Tour Championship Tennis | SIMS                                                      | Sega Sports                                           |              | Ja                  | Ja            |                 | 1994          |
| Australian Rugby League | I-Space Interactive                                       | EA Sports                                             |              |                     | Ja            |                 | 1994          |
| Awesome Possum... Kicks Dr. Machino's Butt | Tengen                                                    | Tengen                                                | Ja           | Ja                  |               |                 | 1993          |
| B.O.B. Space Funky B.O.B.JP | Foley Hi-Tech Systems                                     | Electronic ArtsNA/PAL Electronic Arts VictorJP        | Ja           | Ja                  | Ja            |                 | 1993          |
| Back to the Future Part III | Probe Software                                            | Arena EntertainmentNA Image WorksPAL                  |              | Ja                  | Ja            |                 | 1991          |
| Bahamut Senki | Sega AM7                                                  | Sega                                                  | Ja           |                     |               |                 | 1991          |
| Ball Jacks | Namco                                                     | Namco                                                 | Ja           |                     | Ja            |                 | 1993          |
| Ballz 3D: Fighting at its Ballziest Ballz 3D: The Battle of the BallzPAL                                                                                       | PF Magic                                                  | Accolade                                              |              | Ja                  | Ja            |                 | 1994          |
| Barbie: Super Model | Tahoe Software                                            | Hi Tech Expressions                                   |              | Ja                  |               |                 | 1993          |
| Barkley Shut Up and Jam! | Accolade                                                  | Sport Accolade                                        |              | Ja                  | Ja            |                 | 1994          |
| Barkley Shut Up and Jam! 2 | Accolade                                                  | Sport Accolade                                        |              | Ja                  | Ja            |                 | 1995          |
| Barney's Hide and Seek Game | Realtime Associates                                       | Sega                                                  |              | Ja                  |               |                 | 1993          |
| Barver Battle Saga: Tài Kong Zhàn Shì Brave Battle Saga: The Space Soldier                                                                                     | Chuanpu Technology                                        | Chuanpu Technology                                    |              |                     |               | TW              | 1996          |
| Bass Masters Classic | Black Pearl Software                                      | Black Pearl Software                                  |              | Ja                  |               |                 | 1994          |
| Bass Masters Classic: Pro Edition | Black Pearl Software                                      | Black Pearl Software                                  |              | Ja                  |               |                 | 1995          |
| Batman Batman: The Video GameNA | Sunsoft                                                   | SunsoftNA/JP SegaPAL                                  | Ja           | Ja                  | Ja            |                 | 1990          |
| Batman Forever | Probe Entertainment                                       | Acclaim Entertainment                                 | Ja           | Ja                  | Ja            |                 | 1995          |
| Batman Returns | Malibu Interactive                                        | Sega                                                  | Ja           | Ja                  | Ja            |                 | 1992          |
| Batman: Revenge of the Joker | Sunsoft Ringler Studios                                   | Sunsoft                                               |              | Ja                  |               |                 | 1992          |
| Battle Golfer Yui | Santos                                                    | Sega                                                  | Ja           |                     |               |                 | 1991          |
| Battle Mania Daiginjō | Vic Tokai                                                 | Vic Tokai                                             | Ja           |                     |               |                 | 1993          |
| Battle Master | Nick Pelling                                              | Arena Entertainment                                   |              | Ja                  |               |                 | 1990          |
| Battle Squadron | Innerprise Software                                       | Electronic Arts                                       |              | Ja                  | Ja            |                 | 1990          |
| Battletech: A Game of Armored Combat | Malibu Games                                              | Extreme Entertainment                                 |              | Ja                  |               |                 | 1994          |
| Battletoads | Rare                                                      | TradewestNA/JP SegaPAL                                | Ja           | Ja                  | Ja            |                 | 1992          |
| Battletoads & Double Dragon | Rare                                                      | Tradewest                                             |              | Ja                  |               |                 | 1993          |
| Beast Wrestler Beast WarriorsJP | Riot                                                      | Renovation ProductsNA Telenet JapanJP                 | Ja           | Ja                  |               |                 | 1991          |
| Beauty & The Beast: Belle's Quest | Software Creations                                        | Sunsoft                                               |              | Ja                  |               |                 | 1993          |
| Beauty & The Beast: Roar of the Beast | Software Creations                                        | Sunsoft                                               |              | Ja                  |               |                 | 1993          |
| Beavis and Butt-head | Radical Entertainment                                     | Viacom New Media                                      |              | Ja                  | Ja            |                 | 1994          |
| Beggar Prince Xin Qigai Wangzi TW | C&E, Inc.                                                 | C&E, Inc.TW Super Fighter TeamNA                      |              | Ja                  |               | TW              | 1996TW 2006NA |
| The Berenstain Bears' Camping Adventure | Realtime Associates                                       | Sega                                                  |              | Ja                  |               |                 | 1993          |
| Best of the Best: Championship Karate The Kick BoxingJP | Loriciel                                                  | Electro BrainNA Micro WorldJP                         | Ja           | Ja                  |               |                 | 1993          |
| Beyond Oasis The Story of ThorJP/PAL | Ancient                                                   | Sega                                                  | Ja           | Ja                  | Ja            |                 | 1994          |
| Bible Adventures | Wisdom Tree                                               | Wisdom Tree                                           |              | Ja                  |               |                 | 1994          |
| Bill Walsh College Football | High Score Productions                                    | EA Sports                                             |              | Ja                  | Ja            |                 | 1993          |
| Bill Walsh College Football 95 | High Score Productions                                    | EA Sports                                             |              | Ja                  |               |                 | 1994          |
| Bimini Run | Microsmiths                                               | Nuvision Entertainment                                |              | Ja                  |               |                 | 1990          |
| Bio-Hazard Battle Crying: Aseimei SensouJP | Sega AM6                                                  | Sega                                                  | Ja           | Ja                  | Ja            |                 | 1992          |
| Bio-ship Paladin Uchuu Senkan Gomora | Aisystem Tokyo                                            | UPL Limited                                           | Ja           |                     |               |                 | 1991          |
| Bishoujo Senshi Sailor Moon | Arc System Works                                          | Ma-Ba                                                 | Ja           |                     |               |                 | 1994          |
| Blades of Vengeance | Beam Software Creative Software Designs                   | Electronic Arts                                       |              | Ja                  | Ja            |                 | 1993          |
| Blaster Master 2 | Software Creations                                        | Sunsoft                                               |              | Ja                  |               |                 | 1993          |
| Blockout | California Dreams Electronic Arts                         | Electronic ArtsNA/PAL SegaJP                          | Ja           | Ja                  | Ja            |                 | 1991          |
| Blood Shot | Domark                                                    | Domark                                                |              | Enbart Sega Channel | Ja            |                 | 1994          |
| Blue Almanac Star OdysseyNA | Hot B                                                     | KodanshaJP Super Fighter TeamNA                       | Ja           | Ja                  |               |                 | 1991JP 2011NA |
| Bodycount | Probe Software                                            | Sega                                                  |              | Enbart Sega Channel | Ja            |                 | 1994          |
| Bonanza Bros. | Sega                                                      | Sega                                                  | Ja           | Ja                  | Ja            |                 | 1991          |
| Boogerman: A Pick and Flick Adventure | Interplay                                                 | InterplayNA/PAL                                       |              | Ja                  | Ja            |                 | 1994          |
| Boxing Legends of the Ring | Sculptured Software                                       | Electro Brain                                         |              | Ja                  |               |                 | 1993          |
| Bram Stoker's Dracula | Traveller's Tales                                         | Sony Imagesoft                                        |              | Ja                  | Ja            |                 | 1993          |
| Brett Hull Hockey '95 | Radical Entertainment                                     | Sport Accolade                                        |              | Ja                  |               |                 | 1994          |
| Brian Lara Cricket | Audiogenic                                                | Sportsmaster                                          |              |                     | Ja            |                 | 1994          |
| Brian Lara Cricket '96 Shane Warne Cricket AUS | Audiogenic                                                | Sportsmaster                                          |              |                     | Ja            |                 | 1996          |
| Brutal: Paws of Fury | Imagitec Design                                           | GameTek                                               |              | Ja                  | Ja            |                 | 1994          |
| Bubba 'n' Stix | Core Design                                               | Core Design                                           |              | Ja                  | Ja            |                 | 1994          |
| Bubble And Squeak | Audiogenic                                                | Sunsoft                                               |              | Ja                  | Ja            |                 | 1994          |
| Bubsy in Claws Encounters of the Furred Kind | Solid Software Al Baker & Associates                      | Accolade                                              |              | Ja                  | Ja            |                 | 1993          |
| Bubsy 2 | Accolade                                                  | Accolade                                              |              | Ja                  | Ja            |                 | 1994          |
| Buck Rogers: Countdown to Doomsday | Strategic Simulations                                     | Electronic Arts                                       |              | Ja                  | Ja            |                 | 1991          |
| Budokan: The Martial Spirit | Electronic Arts                                           | Electronic Arts                                       |              | Ja                  | Ja            |                 | 1990          |
| Bugs Bunny in Double Trouble | Atod AB Climax Group Probe Entertainment                  | Sega                                                  |              | Ja                  | Ja            |                 | 1996          |
| Bulls versus Blazers and the NBA Playoffs NBA Playoffs: Bulls Vs. BlazersJP                                                                                    | Electronic Arts                                           | EA SportsNA/PAL Electronic Arts VictorJP              | Ja           | Ja                  | Ja            |                 | 1993          |
| Bulls vs. Lakers and the NBA Playoffs NBA Pro Basketball: Bulls vs. Lakers and the NBA PlayoffsJP                                                              | Electronic Arts                                           | EASNNA/PAL Electronic Arts VictorJP                   | Ja           | Ja                  | Ja            |                 | 1991          |
| Burning Force | Namco                                                     | Namco                                                 | Ja           | Ja                  | Ja            |                 | 1990          |
| Cadash | Cyclone System                                            | Taito                                                 |              | Ja                  |               |                 | 1992          |
| Caesars Palace | Illusions (company)                                       | Virgin Games                                          |              | Ja                  |               |                 | 1993          |
| Cal Ripken Jr. Baseball | Acme Interactive                                          | Mindscape                                             |              | Ja                  |               |                 | 1992          |
| Caliber .50 | SETA Corporation Visco Corporation                        | Mentrix Software                                      |              | Ja                  |               |                 | 1991          |
| California Games | Epyx Novotrade                                            | Sega                                                  |              | Ja                  | Ja            |                 | 1991          |
| Cannon Fodder | Sensible Software Panelcomp                               | Virgin Interactive                                    |              |                     | Ja            |                 | 1994          |
| Captain America and the Avengers | Data East ISCO Opera House                                | Data East NA Sega PAL                                 |              | Ja                  | Ja            |                 | 1992          |
| Captain Planet | NovaLogic                                                 | Sega                                                  |              |                     | Ja            |                 | 1992          |
| Castle of Illusion Starring Mickey Mouse I Love Mickey Mouse: Fushigi no Oshiro DaiboukenJP                                                                    | Sega AM7                                                  | Sega                                                  | Ja           | Ja                  | Ja            |                 | 1990          |
| Castlevania: Bloodlines Castlevania: The New GenerationPAL Vampire KillerJP                                                                                    | Konami                                                    | Konami                                                | Ja           | Ja                  | Ja            |                 | 1994          |
| Centurion: Defender of Rome | Bits of Magic Kellyn Beck                                 | Electronic Arts                                       |              | Ja                  | Ja            |                 | 1991          |
| Chakan: The Forever Man | Extended Play Productions                                 | Sega                                                  |              | Ja                  | Ja            |                 | 1992          |
| Champions World Class Soccer | Park Place Productions                                    | Flying EdgeNA/PAL Acclaim JapanJP                     | Ja           | Ja                  | Ja            |                 | 1994          |
| Championship Bowling Boogie Woogie Bowling JP | Soft Machine                                              | Mentrix SoftwareNA Visco CorporationJP                | Ja           | Ja                  |               |                 | 1993          |
| Championship Pool | Bitmasters                                                | Mindscape                                             |              | Ja                  |               |                 | 1993          |
| Championship Pro-Am | Rare                                                      | Tradewest                                             |              | Ja                  |               |                 | 1992          |
| The Chaos Engine Soldiers of FortuneNA | The Bitmap Brothers Graftgold                             | Spectrum HoloByteNA MicroProsePAL                     |              | Ja                  | Ja            |                 | 1993          |
| Chase H.Q. II Super H.Q.JP | ITL                                                       | Taito                                                 | Ja           | Ja                  |               |                 | 1992          |
| Cheese Cat-Astrophe Starring Speedy Gonzales | Cryo Interactive                                          | Sega                                                  |              |                     | Ja            |                 | 1995          |
| Chester Cheetah: Too Cool to Fool | System Vision                                             | Kaneko                                                |              | Ja                  |               |                 | 1993          |
| Chester Cheetah: Wild Wild Quest | Kaneko                                                    | Kaneko                                                |              | Ja                  |               |                 | 1993          |
| Chi Chi's Pro Challenge Golf Top Pro Golf 2JP | Coconuts Japan                                            | Virgin GamesNA Soft VisionJP                          | Ja           | Ja                  |               |                 | 1993          |
| Chibi Maruko-chan: Waku Waku Shopping | Namco                                                     | Namco                                                 | Ja           |                     |               |                 | 1992          |
| Chiki Chiki Boys | Capcom Visco Corporation                                  | Sega                                                  | Ja           | Ja                  | Ja            |                 | 1992          |
| Chōkyūkai Miracle Nine | Sega AM7                                                  | Sega                                                  | Ja           |                     |               |                 | 1995          |
| Chuck Rock | Core Design                                               | Virgin Games                                          |              | Ja                  | Ja            |                 | 1991          |
| Chuck Rock II: Son of Chuck | Core Design                                               | Virgin GamesNA/JP Core DesignPAL                      | Ja           | Ja                  | Ja            |                 | 1993          |
| ClayFighter | Visual Concepts Ringler Studios                           | Interplay Entertainment                               |              | Ja                  | Ja            |                 | 1994          |
| Cliffhanger | Malibu Interactive                                        | Sony Imagesoft                                        |              | Ja                  | Ja            |                 | 1993          |
| Clue | Sculptured Software                                       | Parker Brothers                                       |              | Ja                  |               |                 | 1992          |
| Coach K College Basketball | Hitmen Productions EA Canada                              | EA Sports                                             |              | Ja                  |               |                 | 1995          |
| College Football USA 96 | High Score Productions                                    | EA Sports                                             |              | Ja                  |               |                 | 1995          |
| College Football USA 97: The Road To New Orleans | Tiburon Entertainment                                     | EA Sports                                             |              | Ja                  |               |                 | 1996          |
| College Football's National Championship | BlueSky Software                                          | Sega Sports                                           |              | Ja                  |               |                 | 1994          |
| College Football's National Championship II | BlueSky Software                                          | Sega Sports                                           |              | Ja                  |               |                 | 1995          |
| College Slam | Iguana UK                                                 | Acclaim Entertainment                                 |              | Ja                  |               |                 | 1996          |
| Columns Shapes and ColumnsBR | Sega                                                      | Sega                                                  | Ja           | Ja                  | Ja            |                 | 1990          |
| Columns III Columns III: Taiketsu! Columns WorldJP | Sega                                                      | Vic TokaiNA SegaJP                                    | Ja           | Ja                  |               |                 | 1993          |
| Combat Cars | Accolade                                                  | Accolade                                              |              | Ja                  | Ja            |                 | 1994          |
| Comix Zone | Sega Technical Institute                                  | Sega                                                  | Ja           | Ja                  | Ja            |                 | 1995          |
| Contra: Hard Corps Probotector EU Contra: The Hard CorpsJP | Konami                                                    | Konami                                                | Ja           | Ja                  | Ja            |                 | 1994          |
| Cool Spot | The Global Team                                           | Virgin Games                                          | Ja           | Ja                  | Ja            |                 | 1993          |
| Cosmic Spacehead | Supersonic Software                                       | Codemasters                                           |              | Ja                  | Ja            |                 | 1993          |
| Crack Down | Sega Hot B                                                | Sage's CreationNA SegaJP/PAL                          | Ja           | Ja                  | Ja            |                 | 1990          |
| Crayon Shin-Chan: Arashi wo Yobu Enji | SIMS                                                      | Ma-Ba                                                 | Ja           |                     |               |                 | 1994          |
| CrossFire Super AirwolfJP | A.I Company                                               | Kyugo Trading Co.                                     | Ja           | Ja                  |               |                 | 1991          |
| Crüe Ball | NuFX                                                      | Electronic ArtsNA/EU Electronic Arts VictorJP         | Ja           | Ja                  | Ja            |                 | 1992          |
| Crusader of Centy SoleilPAL Shin Souseiki RagnacentyJP | Nextech                                                   | AtlusNA SegaJP/PAL                                    | Ja           | Ja                  | Ja            |                 | 1994          |
| Crystal's Pony Tale | Artech Studios                                            | Sega                                                  |              | Ja                  |               |                 | 1994          |
| Curse | Micronet                                                  | Micronet                                              | Ja           |                     |               |                 | 1989          |
| Cutie Suzuki no Ringside Angel | Copya System                                              | Asmik                                                 | Ja           |                     |               |                 | 1990          |
| Cutthroat Island | Software Creations                                        | Acclaim Entertainment                                 |              | Ja                  | Ja            |                 | 1996          |
| Cyberball | Sega                                                      | Sega                                                  | Ja           | Ja                  | Ja            |                 | 1990          |
| Cyber-Cop Corporation EU | Core Design                                               | Virgin Games                                          |              | Ja                  | Ja            |                 | 1992          |
| Cyborg Justice | Novotrade                                                 | Sega                                                  |              | Ja                  | Ja            |                 | 1993          |
| Daffy Duck in Hollywood | Psionic Systems                                           | Sega                                                  |              |                     | Ja            |                 | 1994          |
| Dahna: Megami Tanjō | IGS                                                       | IGS                                                   | Ja           |                     |               |                 | 1991          |
| Dangerous Seed | Namco Tose Software                                       | Namco                                                 | Ja           |                     |               |                 | 1990          |
| Dark Castle | Silicon Beach Software Artech Studios                     | Electronic Arts                                       |              | Ja                  | Ja            |                 | 1991          |
| Darwin 4081 | Sega                                                      | Sega                                                  | Ja           |                     |               |                 | 1990          |
| Dashin' Desperadoes | Data East                                                 | Data East                                             |              | Ja                  |               |                 | 1993          |
| David Crane's Amazing Tennis | Imagineering FarSight Technologies                        | Absolute Entertainment                                |              | Ja                  |               |                 | 1992          |
| David Robinson's Supreme Court David Robinson BasketballJP | Acme Interactive                                          | Sega                                                  | Ja           | Ja                  | Ja            |                 | 1992          |
| Davis Cup Tennis Davis Cup World TourPAL Davis CupJP | Loriciel                                                  | Tengen                                                | Ja           | Ja                  | Ja            |                 | 1993          |
| Daze Before Christmas | Funcom                                                    | Sunsoft                                               |              |                     | Ja            |                 | 1994          |
| Deadly Moves Power AthleteJP | System Vision                                             | KanekoNA/JP                                           | Ja           | Ja                  |               |                 | 1992          |
| The Death and Return of Superman | Blizzard Entertainment Realtime Associates                | SunsoftNA Acclaim EntertainmentPAL                    |              | Ja                  | Ja            |                 | 1994          |
| Death Duel | Punk Development                                          | RazorSoft                                             |              | Ja                  | Ja            |                 | 1992          |
| Decap Attack Magical Hat no Buttobi Turbo! DaiboukenJP | Vic Tokai                                                 | Sega                                                  | Ja           | Ja                  | Ja            |                 | 1990          |
| Demolition Man | Alexandria, Inc.                                          | Acclaim Entertainment                                 |              | Ja                  | Ja            |                 | 1995          |
| Desert Demolition Starring Road Runner and Wile E. Coyote | BlueSky Software                                          | Sega                                                  |              | Ja                  | Ja            |                 | 1994          |
| Desert Strike: Return to the Gulf Desert Strike: Wangan SakusenJP                                                                                              | Electronic Arts                                           | Electronic ArtsNA/PAL Electronic Arts VictorJP        | Ja           | Ja                  | Ja            |                 | 1992          |
| Devil's Course | T&E Soft                                                  | Sega                                                  | Ja           |                     |               |                 | 1994          |
| Devilish: The Next Possession Bad Omen JP | Aisystem Tokyo                                            | Sage's CreationNA Hot BJP                             | Ja           | Ja                  |               |                 | 1992          |
| Dick Tracy | Sega                                                      | Sega                                                  | Ja           | Ja                  | Ja            |                 | 1991          |
| Dick Vitale's "Awesome Baby" College Hoops | Park Place Productions                                    | Time Warner Interactive                               |              | Ja                  | Ja            |                 | 1994          |
| Dino Dini's Soccer | Dini & Dini Productions                                   | Virgin Interactive                                    |              |                     | Ja            |                 | 1994          |
| Dino Land Chou Touryuu Retsuden: Dino LandJP | Wolf Team                                                 | Renovation ProductsNA Telenet JapanJP                 | Ja           | Ja                  |               |                 | 1991          |
| Dinosaurs for Hire | Sega interActive                                          | Sega                                                  |              | Ja                  |               |                 | 1993          |
| Disney's Aladdin | Virgin Games Disney Software                              | Sega                                                  | Ja           | Ja                  | Ja            |                 | 1993          |
| Disney's Pinocchio | Virgin Studios London Westwood Studios                    | THQNA Disney InteractivePAL                           |              | Ja                  | Ja            |                 | 1996          |
| Disney's Bonkers | Sega                                                      | Capcom                                                |              | Ja                  | Ja            |                 | 1994          |
| Divine Sealing | Studio Fazzy                                              | CYX                                                   | Ja           |                     |               |                 | 1991          |
| DJ Boy | Kaneko Inter State                                        | KanekoNA SegaJP/PAL                                   | Ja           | Ja                  | Ja            |                 | 1990          |
| Donald in Maui Mallard | Disney Interactive Creative Capers                        | Disney Interactive                                    |              | Enbart Sega Channel | Ja            |                 | 1995          |
| Doraemon: Yume Dorobou to 7-nin no Gozans | G-Sat Nexus Interact Winds                                | Sega                                                  | Ja           |                     |               |                 | 1993          |
| Double Clutch | BGS Development                                           | Sega                                                  |              |                     | Ja            |                 | 1993          |
| Double Dragon | Technōs Japan Software Creations                          | Ballistic                                             |              | Ja                  | Ja            |                 | 1992          |
| Double Dragon II: The Revenge | Technōs Japan                                             | PAL Soft                                              | Ja           |                     |               |                 | 1991          |
| Double Dragon 3: The Arcade Game | East Technology Software Creations                        | Flying Edge                                           |              | Ja                  | Ja            |                 | 1992          |
| Double Dragon V: The Shadow Falls | Leland Interactive Media                                  | Tradewest                                             |              | Ja                  |               |                 | 1994          |
| Double Dribble: The Playoff Edition Hyper DunkPAL Hyper Dunk: The Playoff EditionJP                                                                            | Konami                                                    | Konami                                                | Ja           | Ja                  | Ja            |                 | 1994          |
| Dr. Robotnik's Mean Bean Machine Puyo PuyoJP | Compile Megasoft                                          | Sega                                                  | Ja           | Ja                  | Ja            |                 | 1992          |
| Dragon Ball Z: Buyu Retsuden Dragon Ball Z: L'Appel du Destin FR Dragon Ball Z POR                                                                             | Tose Software                                             | Bandai                                                | Ja           |                     | Ja            |                 | 1994          |
| Dragon Slayer: Eiyuu Densetsu | Nihon Falcom                                              | Sega                                                  | Ja           |                     |               |                 | 1994          |
| Dragon Slayer: Eiyuu Densetsu II | Nihon Falcom                                              | Sega                                                  | Ja           |                     |               |                 | 1995          |
| Dragon's Eye Plus: Shanghai III | Home Data Eurhythm                                        | Home Data                                             | Ja           |                     |               |                 | 1991          |
| Dragon's Fury Devil Crash MDJP | Technosoft                                                | TengenNA/PAL TechnosoftJP                             | Ja           | Ja                  | Ja            |                 | 1991          |
| Dragon's Revenge | Tengen                                                    | Tengen                                                | Ja           | Ja                  | Ja            |                 | 1993          |
| Dragon: The Bruce Lee Story | Virgin Interactive                                        | Acclaim EntertainmentNA Virgin InteractiveEU          |              | Ja                  | Ja            |                 | 1994          |
| The Duel: Test Drive II | Distinctive Software Accolade                             | Ballistic                                             |              | Ja                  | Ja            |                 | 1992          |
| Duke Nukem 3D | 3D Realms                                                 | Tectoy                                                |              |                     |               | BR              | 1998          |
| Dune: The Battle For Arrakis Dune II: Battle for ArrakisPAL | Westwood Studios                                          | Virgin Games                                          |              | Ja                  | Ja            |                 | 1993          |
| Dungeons & Dragons: Warriors of the Eternal Sun | Westwood Associates                                       | Sega                                                  |              | Ja                  | Ja            |                 | 1992          |
| Dyna Brothers | CRI                                                       | CRI                                                   | Ja           |                     |               |                 | 1992          |
| Dyna Brothers 2 | CRI                                                       | CRI                                                   | Ja           |                     |               |                 | 1993          |
| Dynamite Duke | Seibu Kaihatsu                                            | Sega                                                  | Ja           | Ja                  | Ja            |                 | 1990          |
| Dynamite Headdy | Treasure                                                  | Sega                                                  | Ja           | Ja                  | Ja            |                 | 1994          |
| Earnest Evans | Wolf Team                                                 | Renovation Products                                   |              | Ja                  |               |                 | 1992          |
| Earth Defense | AV Artisan                                                | Realtec                                               |              | Ja                  |               |                 | 1995          |
| Earthworm Jim | Shiny Entertainment                                       | Playmates InteractiveNA Virgin InteractiveEU          |              | Ja                  | Ja            |                 | 1994          |
| Earthworm Jim 2 | Shiny Entertainment Tommy Tallarico Studios               | Playmates InteractiveNA Virgin InteractiveEU          |              | Ja                  | Ja            |                 | 1995          |
| Ecco Jr. | Novotrade                                                 | Sega                                                  |              | Ja                  | Ja            |                 | 1995          |
| Ecco the Dolphin | Novotrade                                                 | Sega                                                  | Ja           | Ja                  | Ja            |                 | 1992          |
| Ecco: The Tides of Time Ecco the Dolphin IIJP | Novotrade                                                 | Sega                                                  | Ja           | Ja                  | Ja            |                 | 1994          |
| El Viento | Wolf Team                                                 | Renovation ProductsNA Telenet JapanJP                 | Ja           | Ja                  |               |                 | 1991          |
| Elemental Master | Technosoft                                                | Renovation ProductsNA TechnosoftJP                    | Ja           | Ja                  |               |                 | 1990          |
| Eliminate Down | Aprinet                                                   | Soft Vision                                           | Ja           |                     |               |                 | 1993          |
| ESPN Baseball Tonight | Park Place Productions                                    | Sony Imagesoft                                        |              | Ja                  |               |                 | 1994          |
| ESPN National Hockey Night | Park Place Productions Sony Imagesoft                     | Sony Imagesoft                                        |              | Ja                  |               |                 | 1994          |
| ESPN Speed World | Park Place Productions Sony Imagesoft                     | Sony Imagesoft                                        |              | Ja                  |               |                 | 1994          |
| ESPN Sunday Night NFL | Ringler Studios                                           | Sony Imagesoft                                        |              | Ja                  |               |                 | 1994          |
| ESWAT: City Under Siege Cyber Police: ESWATJP | Sega                                                      | Sega                                                  | Ja           | Ja                  | Ja            |                 | 1990          |
| Eternal Champions | Sega interActive                                          | Sega                                                  | Ja           | Ja                  | Ja            |                 | 1993          |
| European Club Soccer World Trophy Soccer NA J.League Champion Soccer JP                                                                                        | Krisalis Software Game ArtsJP                             | Virgin GamesNA/PAL Shogakukan ProductionJP            | Ja           | Ja                  | Ja            |                 | 1992          |
| Evander Holyfield's "Real Deal" Boxing | Acme Interactive                                          | Sega                                                  | Ja           | Ja                  | Ja            |                 | 1992          |
| Ex-Mutants | Malibu Interactive                                        | Sega                                                  |              | Ja                  | Ja            |                 | 1992          |
| Exile Exile: Toki no Hazama e JP | Riot Micro Factory                                        | Renovation ProductsNA Telenet JapanJP                 | Ja           | Ja                  |               |                 | 1991          |
| Exo Squad | Novotrade                                                 | Playmates InteractiveNA Virgin InteractiveEU          |              | Ja                  | Ja            |                 | 1995          |
| Exodus | Wisdom Tree                                               | Wisdom Tree                                           |              | Ja                  |               |                 | 1993          |
| F-1 Grand Prix: Nakajima Satoru Kanshuu | Varie                                                     | Varie                                                 | Ja           |                     |               |                 | 1991          |
| F-1 Super License: Nakajima Satoru Kanshuu | Aprinet Varie                                             | Varie                                                 | Ja           |                     |               |                 | 1992          |
| F-117 Night Storm F-117 Stealth Operation: Night Storm JP | Electronic Arts                                           | Electronic ArtsNA/PAL Electronic Arts VictorJP        | Ja           | Ja                  | Ja            |                 | 1993          |
| F-15 Strike Eagle II | MicroProse UK Krisalis Software                           | MicroProse                                            |              | Ja                  | Ja            |                 | 1993          |
| F-22 Interceptor | Electronic Arts                                           | EA Air ForceNA/PAL Electronic Arts VictorJP           | Ja           | Ja                  | Ja            |                 | 1991          |
| F1 Formula OneNA | Lankhor Tiertex Domark                                    | Domark                                                |              | Ja                  | Ja            |                 | 1993          |
| F1 Circus MD | Nichibutsu Micronics                                      | Nichibutsu                                            | Ja           |                     |               |                 | 1991          |
| F1 World Championship Edition | Lankhor Peakstar Software Domark                          | Domark                                                |              |                     | Ja            |                 | 1995          |
| The Faery Tale Adventure | MicroIllusions New World Computing                        | Electronic Arts                                       |              | Ja                  | Ja            |                 | 1991          |
| Family Feud | Imagineering Eurocom                                      | GameTek                                               |              | Ja                  |               |                 | 1993          |
| Fantasia Fantasia: Mickey Mouse MagicJP | Infogrames                                                | Sega                                                  | Ja           | Ja                  | Ja            |                 | 1991          |
| Fantastic Dizzy | Chameleon Team                                            | Codemasters                                           |              | Ja                  | Ja            |                 | 1993          |
| Fastest 1 | Human Entertainment                                       | Human Entertainment                                   | Ja           |                     |               |                 | 1991          |
| Fatal Fury Garou Densetsu: Shukumei no Tatakai JP | SNK Takara Aspect                                         | TakaraNA SegaJP/PAL                                   | Ja           | Ja                  | Ja            |                 | 1993          |
| Fatal Fury 2 Garou Densetsu 2: Aratanaru Tatakai JP | SNK Takara Aspect                                         | TakaraNA/JP SegaPAL                                   | Ja           | Ja                  | Ja            |                 | 1994          |
| Fatal Labyrinth | Sega                                                      | Sega                                                  |              | Ja                  | Ja            |                 | 1991          |
| Fatal Rewind The Killing Game Show JP | Raising Hell Productions                                  | Electronic ArtsNA/PAL Electronic Arts VictorJP        | Ja           | Ja                  | Ja            |                 | 1991          |
| Férias Frustradas do Pica-Pau | Tectoy                                                    | Tectoy                                                |              |                     |               | BR              | 1996          |
| Ferrari Grand Prix Challenge F-1 Hero MD: Nakajima Satoru KanshuuJP                                                                                            | Aisystem Tokyo                                            | Flying EdgeNA/PAL VarieJP                             | Ja           | Ja                  | Ja            |                 | 1992          |
| FIFA 98: Road to World Cup | Extended Play Productions XYZ Productions                 | EA Sports                                             |              |                     | Ja            |                 | 1997          |
| FIFA International Soccer | Extended Play Productions                                 | EA SportsNA/PAL Electronic Arts VictorJP              | Ja           | Ja                  | Ja            |                 | 1993          |
| FIFA Soccer 95 | Extended Play Productions                                 | EA Sports                                             |              | Ja                  | Ja            |                 | 1994          |
| FIFA Soccer '96 | Extended Play Productions                                 | EA Sports                                             |              | Ja                  | Ja            |                 | 1995          |
| FIFA Soccer '97 FIFA 97 EU | Extended Play Productions XYZ Productions                 | EA Sports                                             |              | Ja                  | Ja            |                 | 1996          |
| Fighting Masters | Almanic Corp.                                             | Treco                                                 | Ja           | Ja                  |               |                 | 1991          |
| Final Zone FZ Senki Axis JP | Wolf Team                                                 | Renovation ProductsNA Telenet JapanJP                 | Ja           | Ja                  |               |                 | 1990          |
| Fire Mustang | NMK                                                       | Taito                                                 | Ja           |                     |               |                 | 1991          |
| Fire Shark Same! Same! Same!JP | Toaplan                                                   | DreamWorksNA SegaPAL ToaplanJP                        | Ja           | Ja                  | Ja            |                 | 1990          |
| Flashback: The Quest for Identity | Delphine Software                                         | U.S. GoldNA/PAL SunsoftJP                             | Ja           | Ja                  | Ja            |                 | 1993          |
| Flicky | Sega AM6                                                  | Sega                                                  |              | Ja                  | Ja            |                 | 1991          |
| Flink | Psygnosis                                                 | Sony Electronic Publishing                            |              |                     | Ja            |                 | 1994          |
| The Flintstones | Santos                                                    | TaitoNA/JP SegaPAL                                    | Ja           | Ja                  | Ja            |                 | 1993          |
| Foreman For Real | Software Creations                                        | Acclaim Entertainment                                 | Ja           | Ja                  | Ja            |                 | 1995          |
| Forgotten Worlds | Capcom Sega                                               | Sega                                                  | Ja           | Ja                  | Ja            |                 | 1989          |
| Frank Thomas Big Hurt Baseball | Iguana UK                                                 | Acclaim Entertainment                                 |              | Ja                  | Ja            |                 | 1995          |
| Frog Feast | Raster Software                                           | Oldergames                                            |              | Ja                  |               |                 | 2005          |
| Frogger | Konami Morning Star Multimedia                            | Majesco Sales                                         |              | Ja                  |               |                 | 1998          |
| Fun 'n Games | Leland Interactive Media                                  | TradewestNA Sony Electronic PublishingPAL             |              | Ja                  | Ja            |                 | 1993          |
| Funny World & Balloon Boy | AV Artisan                                                | Realtec                                               |              | Ja                  |               |                 | 1993          |
| Fushigi no Umi no Nadia | Namco                                                     | Namco                                                 | Ja           |                     |               |                 | 1991          |
| G-LOC: Air Battle | Sega Probe Software Krisalis Software                     | Sega                                                  | Ja           | Ja                  | Ja            |                 | 1992          |
| The Gadget Twins | Imagitec Design                                           | GameTek                                               |              | Ja                  |               |                 | 1992          |
| Gaiares | Reno                                                      | Renovation ProductsNA Telenet JapanJP                 | Ja           | Ja                  |               |                 | 1990          |
| Gain Ground | Sega Sanritsu                                             | Renovation ProductsNA SegaJP/PAL                      | Ja           | Ja                  | Ja            |                 | 1991          |
| Galaxy Force II | Sega AM3 CRI Cube                                         | SegaNA/PAL CRIJP                                      | Ja           | Ja                  | Ja            |                 | 1991          |
| Gambler Jiko Chuushinha: Katayama Masayuki no Mahjong Doujou                                                                                                   | Game Arts Yellow Horn                                     | Game Arts                                             | Ja           |                     |               |                 | 1990          |
| Ganso Kyuukyoku Girl 6-nin Adventure Mahjong! Dial Q wo Mawase!                                                                                                | Studio Fazzy                                              | Studio Fazzy                                          | Ja           |                     |               |                 | 1992          |
| Garfield: Caught in the Act | Sega interActive                                          | Sega                                                  |              | Ja                  | Ja            |                 | 1995          |
| Gargoyles | Disney Interactive Creative Capers Renegade Animation     | Buena Vista Interactive                               |              | Ja                  |               |                 | 1995          |
| Gauntlet IV GauntletJP | Atari Games M2                                            | Tengen                                                | Ja           | Ja                  | Ja            |                 | 1993          |
| Gemfire Royal BloodJP | Koei                                                      | Koei                                                  | Ja           | Ja                  |               |                 | 1992          |
| General Chaos General Chaos: DaikonsenJP | Game Refuge                                               | Electronic ArtsNA/PAL Electronic Arts VictorJP        | Ja           | Ja                  | Ja            |                 | 1993          |
| Generations Lost | Pacific Softscape                                         | Time Warner Interactive                               |              | Ja                  | Ja            |                 | 1994          |
| Genghis Khan II: Clan of the Gray Wolf Aoki Ookami to Shiroki Mejika: Genchou HishiJP                                                                          | Koei                                                      | Koei                                                  | Ja           | Ja                  |               |                 | 1993          |
| George Foreman's KO Boxing | Beam Software                                             | Flying Edge                                           |              | Ja                  | Ja            |                 | 1992          |
| Ghostbusters | Sega Compile                                              | Sega                                                  | Ja           | Ja                  | Ja            |                 | 1990          |
| Ghouls'n Ghosts DaimakaimuraJP | Capcom Sega                                               | Sega                                                  | Ja           | Ja                  | Ja            |                 | 1989          |
| Global Gladiators Mick & Mack as the Global GladiatorsNA | Virgin Games                                              | Virgin Games                                          |              | Ja                  | Ja            |                 | 1992          |
| Gley Lancer (Advanced Busterhawk) | NCS Cube                                                  | SamsungKR MasayaJP                                    | Ja           |                     |               |                 | 1992          |
| Gods | The Bitmap Brothers Graftgold                             | MindscapeNA AccoladePAL PCM CompleteJP                | Ja           | Ja                  | Ja            |                 | 1992          |
| Golden Axe | Sega AM7                                                  | Sega                                                  | Ja           | Ja                  | Ja            |                 | 1989          |
| Golden Axe II | Sega AM7                                                  | Sega                                                  | Ja           | Ja                  | Ja            |                 | 1991          |
| Golden Axe III | Sega AM7                                                  | Sega                                                  | Ja           | Enbart Sega Channel | Ja            |                 | 1993          |
| Goofy's Hysterical History Tour | Disney Software Imagineering                              | Absolute Entertainment                                |              | Ja                  |               |                 | 1994          |
| Gouketsuji Ichizoku | Atlus Make Software                                       | Atlus                                                 | Ja           |                     |               |                 | 1994          |
| Granada | Wolf Team Cube                                            | Renovation ProductsNA Telenet JapanJP                 | Ja           | Ja                  |               |                 | 1990          |
| The Great Circus Mystery Starring Mickey & Minnie Mickey to Minnie: Magical Adventure 2JP                                                                      | Capcom                                                    | Capcom                                                | Ja           | Ja                  |               |                 | 1994          |
| The Great Waldo Search | Radiance Software                                         | THQ                                                   |              | Ja                  |               |                 | 1992          |
| Greatest Heavyweights | Acme Interactive                                          | Sega                                                  | Ja           | Ja                  | Ja            |                 | 1993          |
| Greendog: The Beached Surfer Dude! | Interactive Designs                                       | Sega                                                  |              | Ja                  | Ja            |                 | 1992          |
| Grind Stormer V-VJP | Toaplan Tengen                                            | Tengen                                                | Ja           | Ja                  |               |                 | 1994          |
| Growl RunarkJP | ITL                                                       | Taito                                                 | Ja           | Ja                  |               |                 | 1991          |
| Gunship | MicroProse Probe Software Krisalis Software               | U.S. Gold                                             |              |                     | Ja            |                 | 1993          |
| Gunstar Heroes | Treasure                                                  | Sega                                                  | Ja           | Ja                  | Ja            |                 | 1993          |
| Gynoug Wings of WorNA | NCS Cube                                                  | DreamWorksNA SegaPAL MasayaJP                         | Ja           | Ja                  | Ja            |                 | 1991          |
| Hard Drivin' | Atari Games Sterling Silver Software                      | Tengen                                                | Ja           | Ja                  | Ja            |                 | 1990          |
| HardBall! | Accolade                                                  | Ballistic                                             |              | Ja                  | Ja            |                 | 1991          |
| HardBall III | MindSpan Technologies                                     | Accolade                                              |              | Ja                  |               |                 | 1993          |
| Hardball '94 | MindSpan Technologies                                     | Sport Accolade                                        |              | Ja                  | Ja            |                 | 1994          |
| Hardball '95 | MindSpan Technologies Cygnus Multimedia                   | Sport Accolade                                        |              | Ja                  |               |                 | 1995          |
| Harukanaru Augusta (New 3D Golf Simulation) | T&E Soft                                                  | T&E Soft                                              | Ja           |                     |               |                 | 1993          |
| Haunting starring Polterguy | EA Creative Development                                   | Electronic Arts                                       |              | Ja                  | Ja            |                 | 1993          |
| Head-On Soccer Fever Pitch SoccerPAL | U.S. Gold                                                 | U.S. Gold                                             |              | Ja                  | Ja            |                 | 1995          |
| Heavy Nova | Holocronet                                                | Micronet                                              |              | Ja                  |               |                 | 1991          |
| Heavy Unit: Mega Drive Special | Kaneko Advance Communication Co.                          | Toho                                                  | Ja           |                     |               |                 | 1990          |
| Hellfire | NCS Toaplan                                               | SeismicNA SegaPAL MasayaJP                            | Ja           | Ja                  | Ja            |                 | 1990          |
| Herzog Zwei | Technosoft                                                | SegaNA/PAL TechnosoftJP                               | Ja           | Ja                  | Ja            |                 | 1989          |
| High Seas Havoc HavocPAL Captain LangJP | Data East                                                 | Data EastNA/JP CodemastersEU                          | Ja           | Ja                  | Ja            |                 | 1993          |
| Hit the Ice | Aisystem Tokyo                                            | Taito                                                 |              | Ja                  |               |                 | 1992          |
| Home Alone | Brian A. Rice, Inc.                                       | Sega                                                  |              | Ja                  | Ja            |                 | 1992          |
| Home Alone 2: Lost in New York | Sega interActive                                          | Sega                                                  |              | Ja                  |               |                 | 1993          |
| Honō no Dōkyūji: Dodge Danpei | Sega                                                      | Sega                                                  | Ja           |                     |               |                 | 1992          |
| Hook | Ukiyotei Core Design                                      | Sony Imagesoft                                        |              | Ja                  | Ja            |                 | 1992          |
| Huan Lè Táo Qì Shǔ: Smart Mouse | Chuanpu Technology                                        | Chuanpu Technology                                    |              |                     |               | TW              | 1992          |
| The Humans | Imagitec Design                                           | GameTek                                               |              | Ja                  |               |                 | 1992          |
| Hurricanes | Arc Developments                                          | U.S. Gold                                             |              | Enbart Sega Channel | Ja            |                 | 1994          |
| The Hybrid Front | Onrio                                                     | Sega                                                  | Ja           |                     |               |                 | 1994          |
| Hyokkori Hyoutan Jima | JSH                                                       | Sega                                                  | Ja           |                     |               |                 | 1992          |
| IMG International Tour Tennis | High Score Productions                                    | Electronic Arts                                       |              | Ja                  | Ja            |                 | 1994          |
| The Immortal Wizard of the ImmortalJP | Sandcastle Productions                                    | Electronic ArtsNA/PAL Electronic Arts VictorJP        | Ja           | Ja                  | Ja            |                 | 1991          |
| The Incredible Crash Dummies | Gray Matter Inc.                                          | Flying Edge                                           |              | Ja                  | Ja            |                 | 1994          |
| The Incredible Hulk | Probe Software                                            | U.S. Gold                                             |              | Ja                  | Ja            |                 | 1994          |
| Indiana Jones and the Last Crusade | Tiertex                                                   | U.S. Gold                                             |              | Ja                  | Ja            |                 | 1992          |
| Insector X | Taito Hot B                                               | Sage's CreationNA Hot BJP                             | Ja           | Ja                  |               |                 | 1990          |
| Instruments of Chaos starring Young Indiana Jones | Brian A. Rice, Inc. Waterman Design                       | Sega                                                  |              | Ja                  |               |                 | 1994          |
| International Rugby | Tiertex                                                   | Domark                                                |              | Enbart Sega Channel | Ja            |                 | 1993          |
| International Sensible Soccer Limited Edition: World Champions                                                                                                 | Sensible Software                                         | Sony Imagesoft                                        |              |                     | Ja            |                 | 1993          |
| International Superstar Soccer Deluxe | Factor 5                                                  | Konami                                                |              |                     | Ja            |                 | 1996          |
| Ishido: The Way of Stones | Publishing International Accolade                         | Accolade                                              |              | Ja                  |               |                 | 1990          |
| Izzy's Quest for the Olympic Rings | Alexandria, Inc.                                          | U.S. Gold                                             |              | Ja                  | Ja            |                 | 1995          |
| J.League Pro Striker | Sega                                                      | Sega                                                  | Ja           |                     |               |                 | 1993          |
| J.League Pro Striker 2 | Sega                                                      | Sega                                                  | Ja           |                     |               |                 | 1994          |
| Jack Nicklaus' Power Challenge Golf | Microsmiths                                               | Accolade                                              |              | Ja                  | Ja            |                 | 1993          |
| James "Buster" Douglas Knock Out Boxing Final BlowJP | Taito                                                     | SegaNA/PAL TaitoJP                                    | Ja           | Ja                  | Ja            |                 | 1990          |
| James Bond 007: The Duel 007 ShitouJP | Domark                                                    | DomarkNA/PAL TengenJP                                 | Ja           | Ja                  | Ja            |                 | 1993          |
| James Pond: Underwater Agent | Millennium Interactive Vectordean                         | Electronic Arts                                       |              | Ja                  | Ja            |                 | 1991          |
| James Pond II: Codename: RoboCod | Millennium Interactive                                    | Electronic ArtsNA/PAL Electronic Arts VictorJP        | Ja           | Ja                  | Ja            |                 | 1991          |
| James Pond 3: Operation Starfish | Millennium Interactive Vectordean                         | Electronic Arts                                       |              | Ja                  | Ja            |                 | 1993          |
| Jammit | GTE ImagiTrek                                             | Virgin Interactive                                    |              | Ja                  | Ja            |                 | 1994          |
| Janou Touryuumon | Game Arts Mecano Associates                               | Sega                                                  | Ja           |                     |               |                 | 1993          |
| Jantei Monogatari | Atlus Reno                                                | Telenet Japan                                         | Ja           |                     |               |                 | 1991          |
| Jennifer Capriati Tennis GrandslamJP/PAL | System Sacom                                              | Renovation ProductsNA SegaPAL Telenet JapanJP         | Ja           | Ja                  | Ja            |                 | 1992          |
| Jeopardy! | Park Place Productions                                    | GameTek                                               |              | Ja                  |               |                 | 1992          |
| Jeopardy! Deluxe Edition | Park Place Productions                                    | GameTek                                               |              | Ja                  |               |                 | 1993          |
| Jeopardy! Sports Edition | Park Place Productions                                    | GameTek                                               |              | Ja                  |               |                 | 1993          |
| Jerry Glanville's Pigskin Footbrawl | Midway Games Developer Resources                          | RazorSoft                                             |              | Ja                  |               |                 | 1992          |
| Jewel Master | Sega Cube                                                 | Sega                                                  | Ja           | Ja                  | Ja            |                 | 1991          |
| Jimmy White's 'Whirlwind' Snooker | Archer MacLean                                            | Virgin Interactive                                    |              |                     | Ja            |                 | 1994          |
| Joe & Mac | Eden Entertainment Krisalis Software                      | Takara                                                |              | Ja                  |               |                 | 1994          |
| Joe Montana Football | Park Place Productions Electronic Arts                    | Sega                                                  | Ja           | Ja                  | Ja            |                 | 1991          |
| Joe Montana II: Sports Talk Football | BlueSky Software Western Technologies                     | Sega                                                  | Ja           | Ja                  | Ja            |                 | 1991          |
| John Madden Football John Madden American FootballPAL | Park Place Productions                                    | Electronic Arts                                       |              | Ja                  | Ja            |                 | 1990          |
| John Madden Football '92 | Electronic Arts                                           | EASN                                                  |              | Ja                  | Ja            |                 | 1991          |
| John Madden Football '93 John Madden Football: Pro FootballJP                                                                                                  | Looking Glass Technology EA Studios                       | EA SportsNA EASNPAL Electronic Arts VictorJP          | Ja           | Ja                  | Ja            |                 | 1992          |
| Jordan vs. Bird: One on One | Electronic Arts                                           | EASNNA/PAL Electronic Arts VictorJP                   | Ja           | Ja                  | Ja            |                 | 1992          |
| Joshua & the Battle of Jericho | Wisdom Tree                                               | Wisdom Tree                                           |              | Ja                  |               |                 | 1994          |
| Judge Dredd | Probe Entertainment                                       | Acclaim Entertainment                                 | Ja           | Ja                  | Ja            |                 | 1995          |
| Junction | Konami Micronet                                           | Micronet                                              | Ja           | Ja                  |               |                 | 1990          |
| The Jungle Book | Eurocom                                                   | Virgin Interactive                                    |              | Ja                  | Ja            |                 | 1994          |
| Jungle Strike Jungle Strike: Uketsugareta KyoukiJP | High Score Productions                                    | Electronic ArtsNA/PAL Electronic Arts VictorJP        | Ja           | Ja                  | Ja            |                 | 1993          |
| Jurassic Park | BlueSky Software                                          | Sega                                                  | Ja           | Ja                  | Ja            |                 | 1993          |
| Jurassic Park: Rampage Edition | BlueSky Software                                          | Sega                                                  |              | Ja                  | Ja            |                 | 1994          |
| Justice League Task Force | Condor, Inc. Sunsoft                                      | Acclaim Entertainment                                 | Ja           | Ja                  | Ja            |                 | 1995          |
| Ka-Ge-Ki: Fists of Steel | Kaneko Hot B                                              | Sage's CreationNA Hot BJP                             | Ja           | Ja                  |               |                 | 1991          |
| Kawasaki Superbike Challenge | Lankhor                                                   | Time Warner InteractiveNA DomarkPAL                   |              | Ja                  | Ja            |                 | 1994          |
| Kick Off 3: European Challenge | Anco Software                                             | Vic Tokai                                             |              |                     | Ja            |                 | 1994          |
| Kid Chameleon Chameleon KidJP | Sega Technical Institute                                  | Sega                                                  | Ja           | Ja                  | Ja            |                 | 1992          |
| Kidou Keisatsu Patlabor: 98-shiki Kidou seyo! | Advance Communication Co.                                 | Ma-Ba                                                 | Ja           |                     |               |                 | 1992          |
| King Colossus (Tougi-Ou) | Sega AM6                                                  | Sega                                                  | Ja           |                     |               |                 | 1992          |
| King of the Monsters | SNK SPS Co., Ltd.                                         | TakaraNA SegaJP/PAL                                   | Ja           | Ja                  | Ja            |                 | 1993          |
| King of the Monsters 2 | SNK Betop                                                 | Takara                                                |              | Ja                  |               |                 | 1994          |
| King Salmon: The Big Catch | Hot B                                                     | Vic TokaiNA Hot BJP                                   | Ja           | Ja                  |               |                 | 1992          |
| King's Bounty: The Conqueror's Quest | New World Computing                                       | Electronic Arts                                       |              | Ja                  | Ja            |                 | 1991          |
| Kishi Densetsu | Cube                                                      | Kodansha                                              | Ja           |                     |               |                 | 1993          |
| Klax | Tengen NamcoJP                                            | TengenNA/PAL NamcoJP                                  | Ja           | Ja                  | Ja            |                 | 1990          |
| Krusty's Super Fun House | Audiogenic                                                | Flying Edge                                           |              | Ja                  | Ja            |                 | 1992          |
| Kyūkai Dōchūki | Namco                                                     | Namco                                                 | Ja           |                     |               |                 | 1991          |
| La Russa Baseball 95 | Stormfront Studios High Score Productions                 | EA Sports                                             |              | Ja                  | Ja            |                 | 1994          |
| Lakers versus Celtics and the NBA Playoffs | Electronic Arts                                           | Electronic Arts                                       |              | Ja                  | Ja            |                 | 1990          |
| Landstalker: The Treasures of King Nole Landstalker: Koutei no ZaihouJP                                                                                        | Climax Entertainment                                      | Sega                                                  | Ja           | Ja                  | Ja            |                 | 1992          |
| Langrisser II | NCS Cube                                                  | Masaya                                                | Ja           |                     |               |                 | 1994          |
| Last Action Hero | Bits Corporation                                          | Sony Imagesoft                                        |              | Ja                  |               |                 | 1993          |
| Last Battle Hokuto no Ken: Shin Seikimatsu Kyuuseishu DensetsuJP                                                                                               | Sega                                                      | Sega                                                  | Ja           | Ja                  | Ja            |                 | 1989          |
| The Lawnmower Man | SCi Games Atod AB Teque London                            | Time Warner Interactive                               |              | Ja                  | Ja            |                 | 1994          |
| The Legend of Galahad GalahadNA | Traveller's Tales Krisalis Software                       | Electronic Arts                                       |              | Ja                  | Ja            |                 | 1992          |
| Legend of Wukong Wucom LegendTW | Gamtec                                                    | Ming TechnologyTW Super Fighter TeamNA                |              | Ja                  |               | TW              | 1996          |
| Lemmings | DMA Design Sunsoft                                        | SunsoftNA/JP PsygnosisPAL                             | Ja           | Ja                  | Ja            |                 | 1992          |
| Lemmings 2: The Tribes | DMA Design Digital Developments Krisalis Software         | Psygnosis                                             |              | Ja                  | Ja            |                 | 1994          |
| Lethal Enforcers | Konami                                                    | Konami                                                | Ja           | Ja                  | Ja            |                 | 1993          |
| Lethal Enforcers II: Gunfighters | Konami                                                    | Konami                                                |              | Ja                  | Ja            |                 | 1994          |
| LHX Attack Chopper | Electronic Arts                                           | EA Air ForceNA/PAL Electronic Arts VictorJP           | Ja           | Ja                  | Ja            |                 | 1992          |
| Liberty or Death | Koei                                                      | Koei                                                  |              | Ja                  |               |                 | 1994          |
| Light Crusader | Treasure                                                  | Sega                                                  | Ja           | Ja                  | Ja            |                 | 1995          |
| Link Dragon | Songtly                                                   | Jumbo Team                                            |              |                     |               | TW              | 1993          |
| The Lion King | Westwood Studios Disney Software                          | Virgin InteractiveNA/PAL Virgin GamesJP               | Ja           | Ja                  | Ja            |                 | 1994          |
| Lord Monarch | Nihon Falcom Omiya Soft Cube                              | Sega                                                  | Ja           |                     |               |                 | 1994          |
| The Lost Vikings | Silicon & Synapse Krisalis Software                       | Interplay EntertainmentNA Virgin GamesPAL             |              | Ja                  | Ja            |                 | 1993          |
| The Lost World: Jurassic Park | Appaloosa Interactive                                     | Sega                                                  |              | Ja                  | Ja            |                 | 1997          |
| Lotus Turbo Challenge | Gremlin Graphics                                          | Electronic Arts                                       |              | Ja                  | Ja            |                 | 1992          |
| Lotus II: R.E.C.S. | Gremlin Graphics                                          | Electronic Arts                                       |              | Ja                  | Ja            |                 | 1993          |
| M-1 Abrams Battle Tank | Dynamix                                                   | Electronic Arts                                       |              | Ja                  | Ja            |                 | 1991          |
| M.U.S.H.A. Musha Aleste: Full Metal Fighter EllinorJP | Compile                                                   | Seismic                                               | Ja           | Ja                  |               |                 | 1990          |
| Madden NFL '94 NFL Pro Football: John Madden '94JP | High Score Productions                                    | Electronic Arts                                       | Ja           | Ja                  | Ja            |                 | 1994          |
| Madden NFL '95 | High Score Productions                                    | Electronic Arts                                       |              | Ja                  | Ja            |                 | 1994          |
| Madden NFL '96 | High Score Productions                                    | Electronic Arts                                       |              | Ja                  | Ja            |                 | 1995          |
| Madden NFL 97 | High Score Productions                                    | Electronic Arts                                       |              | Ja                  | Ja            |                 | 1996          |
| Madden NFL 98 | High Score Productions                                    | Electronic Arts                                       |              | Ja                  |               |                 | 1997          |
| Madō Monogatari I | Compile                                                   | Compile                                               | Ja           |                     |               |                 | 1996          |
| Magic Girl | Gamtec                                                    | Gamtec                                                |              |                     |               | TW              | 1992          |
| Magic School Bus, (Scholastic's) The: Space Exploration Game                                                                                                   | Music Pen                                                 | Sega                                                  |              | Ja                  |               |                 | 1995          |
| Magical Tarurūto-kun | Game Freak                                                | Sega                                                  | Ja           |                     |               |                 | 1992          |
| Mahjong Cop Ryuu: Shiro Ookami no Yabou | Whiteboard                                                | Sega                                                  | Ja           |                     |               |                 | 1989          |
| Mamono Hunter Yohko: Dai-7 no Keishou | NCS                                                       | Masaya                                                | Ja           |                     |               |                 | 1991          |
| Man Overboard! S.S. Lucifer | Odysseus Software                                         | Codemasters                                           |              |                     | Ja            |                 | 1994          |
| Marble Madness | Atari                                                     | Electronic Arts                                       | Ja           | Ja                  | Ja            |                 | 1991          |
| Mario Andretti Racing | High Score Productions                                    | Electronic Arts                                       |              | Ja                  |               |                 | 1994          |
| Mario Lemieux Hockey | Ringler Studios                                           | Sega                                                  |              | Ja                  | Ja            |                 | 1991          |
| Marko's Magic Football MarkoNA | The Cartoon Mavericks                                     | Domark                                                |              | Ja                  | Ja            |                 | 1993          |
| Marsupilami | Marsu                                                     | Sega                                                  |              | Ja                  | Ja            |                 | 1995          |
| Marvel Land Talmit's AdventurePAL | Namco                                                     | Namco                                                 | Ja           | Ja                  | Ja            |                 | 1991          |
| Mary Shelley's Frankenstein | Bits Corporation                                          | Sony Imagesoft                                        |              | Ja                  |               |                 | 1994          |
| Master of Monsters | Systemsoft                                                | Renovation Products                                   | Ja           | Ja                  |               |                 | 1991          |
| Master of Weapon | KID Corp.                                                 | Taito                                                 | Ja           |                     |               |                 | 1991          |
| Maten no Sōmetsu | Kodansha                                                  | Kodansha                                              | Ja           |                     |               |                 | 1993          |
| Math Blaster: Episode 1 | Davidson & Associates                                     | Davidson & Associates                                 |              | Ja                  |               |                 | 1993          |
| Mazin Saga: Mutant Fighter Mazin WarsPAL Mazin SagaJP | Dynamic Planning                                          | Sega                                                  | Ja           | Ja                  | Ja            |                 | 1993          |
| McDonald's Treasure Land Adventure | Treasure                                                  | Sega                                                  | Ja           | Ja                  | Ja            |                 | 1993          |
| Mega Bomberman | Westone                                                   | Sega                                                  |              | Ja                  | Ja            |                 | 1994          |
| Mega-Lo-Mania Tyrants: Fight Through TimeNA | Sensible Software                                         | Virgin Interactive                                    |              | Ja                  | Ja            |                 | 1992          |
| Mega Man: The Wily Wars RockMan: Mega WorldJP | Capcom                                                    | Capcom                                                | Ja           | Enbart Sega Channel | Ja            |                 | 1994          |
| Mega SWIV | The Sales Curve                                           | Time Warner Interactive                               |              |                     | Ja            |                 | 1994          |
| Megapanel | Namco                                                     | Namco                                                 | Ja           |                     |               |                 | 1990          |
| Mega Turrican | Factor 5                                                  | Data East                                             |              | Ja                  | Ja            |                 | 1995          |
| Menacer 6-game cartridge | Sega                                                      | Sega                                                  |              | Ja                  | Ja            |                 | 1992          |
| Mercs Senjou no Ookami IIJP | Capcom Sega                                               | Capcom                                                | Ja           | Ja                  | Ja            |                 | 1991          |
| Metal Fangs | Victor Entertainment                                      | JVC                                                   | Ja           |                     |               |                 | 1993          |
| Michael Jackson's Moonwalker | Sega                                                      | Sega                                                  | Ja           | Ja                  | Ja            |                 | 1990          |
| Mickey Mania: The Timeless Adventures of Mickey Mouse | Traveller's Tales                                         | Sony Imagesoft                                        | Ja           | Ja                  | Ja            |                 | 1994          |
| Mickey's Ultimate Challenge | Designer Software                                         | Hi Tech Expressions                                   |              | Ja                  |               |                 | 1991          |
| Micro Machines | Codemasters                                               | Codemasters                                           |              | Ja                  | Ja            |                 | 1993          |
| Micro Machines 2: Turbo Tournament | Codemasters                                               | Codemasters                                           |              |                     | Ja            |                 | 1994          |
| Micro Machines Military | Supersonic Software                                       | Codemasters                                           |              |                     | Ja            |                 | 1996          |
| Midnight Resistance | Data East ISCO Opera House                                | Data EastJP Sega NA                                   | Ja           | Ja                  |               |                 | 1990          |
| MiG-29 Fighter Pilot | The Kremlin                                               | Domark                                                |              | Ja                  | Ja            |                 | 1993          |
| Might and Magic II: Gates to Another World | New World Computing                                       | Electronic Arts                                       |              | Ja                  | Ja            |                 | 1991          |
| Mighty Morphin Power Rangers | Banpresto                                                 | Sega                                                  |              | Ja                  | Ja            |                 | 1994          |
| Mighty Morphin Power Rangers: The Movie | Banpresto                                                 | Sega                                                  |              | Ja                  | Ja            |                 | 1995          |
| Mike Ditka Power Football | Ballistic                                                 | Accolade                                              |              | Ja                  |               |                 | 1991          |
| Minnesota Fats: Pool Legend | Data East                                                 | Data East                                             |              | Ja                  |               |                 | 1995          |
| The Miracle Piano Teaching System | Software Toolworks                                        | Software Toolworks                                    | Ja           | Ja                  | Ja            |                 | 1992          |
| MLBPA Baseball | High Score Productions                                    | Electronic Arts                                       |              | Ja                  |               |                 | 1994          |
| MLBPA Sports Talk Baseball Pro Yakyuu Super League '91JP | Sega AM6                                                  | Sega                                                  | Ja           | Ja                  |               |                 | 1995          |
| Monopoly | Magical                                                   | Parker Brothers                                       |              | Ja                  |               |                 | 1992          |
| Monster World IV | Westone                                                   | Sega                                                  | Ja           |                     |               |                 | 1994          |
| Mortal Kombat Mortal Kombat: Shinken Kourin DensetsuJP | Probe Entertainment                                       | Acclaim Entertainment                                 | Ja           | Ja                  | Ja            |                 | 1993          |
| Mortal Kombat II Mortal Kombat II: Kyuukyoku ShinkenJP | Probe Entertainment                                       | Acclaim Entertainment                                 | Ja           | Ja                  | Ja            |                 | 1994          |
| Mortal Kombat 3 | Midway Games                                              | Williams Entertainment                                | Ja           | Ja                  | Ja            |                 | 1995          |
| Mr. Nutz | Ocean Software                                            | Ocean Software                                        |              | Enbart Sega Channel | Ja            |                 | 1994          |
| Ms. Pac-Man | General Computer Corp. Midway Games                       | Tengen                                                |              | Ja                  | Ja            |                 | 1991          |
| Muhammad Ali Heavyweight Boxing | Park Place Productions                                    | Virgin Interactive                                    |              | Ja                  | Ja            |                 | 1992          |
| Mutant Chronicles: Doom Troopers | Adrenalin                                                 | Playmates Interactive                                 |              | Ja                  |               |                 | 1995          |
| Mutant League Football | Mutant Productions                                        | Electronic Arts                                       |              | Ja                  | Ja            |                 | 1993          |
| Mutant League Hockey | Mutant Productions                                        | Electronic Arts                                       |              | Ja                  | Ja            |                 | 1994          |
| Mystic Defender Kujaku Ou 2: GeneijouJP | Sega                                                      | Sega                                                  | Ja           | Ja                  | Ja            |                 | 1989          |
| Mystical Fighter Maou RenjishiJP | KID Corp                                                  | TaitoJP DreamWorksNA                                  | Ja           | Ja                  | Ja            |                 | 1991          |
| NBA Action '94 | Sega Sports                                               | Sega Sports                                           |              | Ja                  |               |                 | 1994          |
| NBA Action '95 Starring David Robinson | Double Diamond Sports                                     | Sega Sports                                           |              | Ja                  | Ja            |                 | 1995          |
| NBA All-Star Challenge | Beam Software                                             | Flying Edge                                           |              | Ja                  | Ja            |                 | 1992          |
| NBA Hangtime | Midway Games Funcom                                       | Midway Home Entertainment                             |              | Ja                  | Ja            |                 | 1996          |
| NBA Jam | Midway Games Iguana Entertainment                         | Arena EntertainmentNA/PAL Acclaim EntertainmentJP     | Ja           | Ja                  | Ja            |                 | 1994          |
| NBA Jam Tournament Edition | Midway Games Iguana Entertainment                         | Acclaim Entertainment                                 | Ja           | Ja                  | Ja            |                 | 1994          |
| NBA Live 95 | Hitmen Productions EA Canada                              | EA Sports                                             |              | Ja                  | Ja            |                 | 1994          |
| NBA Live 96 | Hitmen Productions EA Canada                              | EA Sports                                             |              | Ja                  | Ja            |                 | 1995          |
| NBA Live 97 | NuFX Hitmen Productions                                   | EA Sports                                             |              | Ja                  | Ja            |                 | 1996          |
| NBA Live 98 | NuFX Tiertex                                              | EA Sports                                             |              | Ja                  |               |                 | 1997          |
| NBA Showdown '94 NBA ShowdownPAL NBA Pro Basketball '94JP | EA Creative Development                                   | EA SportsNA/PAL Electronic Arts VictorJP              | Ja           | Ja                  | Ja            |                 | 1994          |
| NCAA Final Four Basketball | Bitmasters                                                | Mindscape                                             |              | Ja                  |               |                 | 1994          |
| NCAA Football | Software Toolworks                                        | Mindscape                                             |              | Ja                  |               |                 | 1994          |
| Nekketsu Koukou Dodgeball-bu: Soccer-hen MD | Technōs Japan                                             | PAL Soft                                              | Ja           |                     |               |                 | 1992          |
| Newman/Haas IndyCar featuring Nigel Mansell | Gremlin Graphics Spidersoft                               | Acclaim Entertainment                                 | Ja           | Ja                  | Ja            |                 | 1994          |
| The New Zealand Story | Taito                                                     | Taito                                                 | Ja           |                     |               |                 | 1990          |
| NFL '95 | Double Diamond Sports                                     | Sega Sports                                           |              | Ja                  |               |                 | 1994          |
| NFL Football '94 Starring Joe Montana | BlueSky Software                                          | Sega SportsNA SegaJP                                  | Ja           | Ja                  |               |                 | 1993          |
| NFL Prime Time '98 | Spectacular Games                                         | Sega Sports                                           |              | Ja                  |               |                 | 1997          |
| NFL Quarterback Club NFL Quarterback Club '95JP | Iguana Entertainment                                      | Acclaim Entertainment                                 | Ja           | Ja                  | Ja            |                 | 1994          |
| NFL Quarterback Club 96 | Iguana Entertainment                                      | Acclaim Entertainment                                 |              | Ja                  | Ja            |                 | 1995          |
| NFL Sports Talk Football '93 | BlueSky Software                                          | Sega                                                  |              | Ja                  | Ja            |                 | 1992          |
| NHL '94 | High Score Productions                                    | EA Sports                                             |              | Ja                  | Ja            |                 | 1993          |
| NHL 95 | High Score Productions Double Diamond Sports              | EA Sports                                             |              | Ja                  | Ja            |                 | 1994          |
| NHL 96 | High Score Entertainment                                  | EA Sports                                             |              | Ja                  | Ja            |                 | 1995          |
| NHL 97 | High Score Entertainment                                  | EA Sports                                             |              | Ja                  | Ja            |                 | 1996          |
| NHL 98 | High Score Entertainment                                  | EA Sports                                             |              | Ja                  |               |                 | 1997          |
| NHL All-Star Hockey '95 | Sega Midwest Studio New Wave Graphics                     | Sega Sports                                           |              | Ja                  |               |                 | 1995          |
| NHL Hockey EA HockeyPAL Pro HockeyJP | Park Place Productions                                    | Electronic ArtsNA/PAL Electronic Arts VictorJP        | Ja           | Ja                  | Ja            |                 | 1991          |
| NHLPA Hockey '93 | EA Studios                                                | EASNNA EA SportsPAL                                   |              | Ja                  | Ja            |                 | 1992          |
| Nigel Mansell's World Championship Racing | Gremlin Graphics                                          | GameTekNA KonamiPAL                                   |              | Ja                  | Ja            |                 | 1993          |
| Nightmare Circus | Funcom                                                    | Tectoy                                                |              | Enbart Sega Channel |               | BR              | 1996          |
| Ninja Burai Densetsu | Sega AM6                                                  | Sega                                                  | Ja           |                     |               |                 | 1991          |
| No Escape | Bits Corporation                                          | Psygnosis                                             |              | Ja                  |               |                 | 1994          |
| Nobunaga no Yabou: Bushou Fuuunroku | Koei                                                      | Koei                                                  | Ja           |                     |               |                 | 1991          |
| Nobunaga no Yabou: Haouden | Koei                                                      | Koei                                                  | Ja           |                     |               |                 | 1994          |
| Nobunaga's Ambition Nobunaga no Yabou: ZenkokubanJP | Koei                                                      | Koei                                                  | Ja           | Ja                  |               |                 | 1993          |
| Normy's Beach Babe-O-Rama | High Score Productions Realtime Associates                | Electronic Arts                                       |              | Ja                  | Ja            |                 | 1994          |
| Olympic Gold: Barcelona '92 | Tiertex                                                   | U.S. GoldNA/PAL SegaJP                                | Ja           | Ja                  | Ja            |                 | 1992          |
| Olympic Summer Games: Atlanta 1996 | Tiertex                                                   | Black Pearl Software                                  |              | Ja                  | Ja            |                 | 1996          |
| Onslaught | Realms Nextgrand Code Monkeys Ltd.                        | Ballistic                                             |              | Ja                  |               |                 | 1991          |
| The Ooze | Sega Technical Institute                                  | Sega                                                  | Ja           | Ja                  | Ja            |                 | 1995          |
| Operation Europe: Path to Victory Europa SensenJP | Koei                                                      | Koei                                                  | Ja           | Ja                  |               |                 | 1993          |
| Osomatsu-kun: Hachamecha Gekijō | Sega                                                      | Sega                                                  | Ja           |                     |               |                 | 1988          |
| The Ottifants | Graftgold                                                 | Sega                                                  |              |                     | Ja            |                 | 1993          |
| Outlander | Mindscape Graftgold                                       | Mindscape                                             |              | Ja                  |               |                 | 1992          |
| OutRun | Sega AM2 Hertz Co., Ltd.                                  | Sega                                                  | Ja           | Ja                  | Ja            |                 | 1991          |
| OutRun 2019 | Hertz Co., Ltd.                                           | SegaNA/PAL SIMSJP                                     | Ja           | Ja                  | Ja            |                 | 1993          |
| OutRunners | Sega AM2                                                  | Data EastNA SegaJP                                    | Ja           | Ja                  |               |                 | 1994          |
| P.T.O.: Pacific Theater of Operations Teitoku no KetsudanJP | Koei                                                      | Koei                                                  | Ja           | Ja                  |               |                 | 1992          |
| Pac-Attack Pac-PanicPAL | Namco                                                     | Namco                                                 |              | Ja                  | Ja            |                 | 1993          |
| Pac-Man 2: The New Adventures | Namco                                                     | Namco Hometek                                         |              | Ja                  |               |                 | 1994          |
| Pac-Mania | Namco Sculptured Software                                 | Tengen                                                |              | Ja                  | Ja            |                 | 1991          |
| Pachinko Kuunyan | Soft Vision                                               | Soft Vision                                           | Ja           |                     |               |                 | 1992          |
| The Pagemaster | Probe Software Atod AB                                    | Fox Interactive                                       |              | Ja                  | Ja            |                 | 1994          |
| Panorama Cotton | Success                                                   | Sunsoft                                               | Ja           |                     |               |                 | 1994          |
| Paperboy | Atari Games Motivetime Arc Developments                   | Tengen                                                | Ja           | Ja                  | Ja            |                 | 1991          |
| Paperboy 2 | Tengen                                                    | Tengen                                                |              | Ja                  | Ja            |                 | 1992          |
| Party Quiz: Mega Q | Minato Giken                                              | Sega                                                  | Ja           |                     |               |                 | 1993          |
| Pat Riley Basketball Super Real BasketballJP/PAL | Sega                                                      | Sega                                                  | Ja           | Ja                  | Ja            |                 | 1990          |
| Pebble Beach Golf Links Pebble Beach no HatouJP | T&E Soft                                                  | Sega SportsNA/PAL SegaJP                              | Ja           | Ja                  | Ja            |                 | 1993          |
| Pelé II: World Tournament Soccer Pelé's World Tournament SoccerPAL                                                                                             | Radical Entertainment                                     | Sport Accolade                                        |              | Ja                  | Ja            |                 | 1994          |
| Pelé! | Radical Entertainment                                     | Accolade                                              |              | Ja                  | Ja            |                 | 1993          |
| Pepen ga Pengo | JSH                                                       | Sega                                                  | Ja           |                     |               |                 | 1995          |
| Pete Sampras Tennis | Codemasters                                               | Sportsmaster                                          |              | Ja                  | Ja            |                 | 1994          |
| PGA European Tour | Polygames                                                 | EA Sports                                             |              | Ja                  | Ja            |                 | 1994          |
| PGA Tour 96 | NuFX Hitmen Productions                                   | EA Sports                                             |              | Ja                  | Ja            |                 | 1995          |
| PGA Tour Golf | Sterling Silver Software                                  | Electronic Arts                                       |              | Ja                  | Ja            |                 | 1991          |
| PGA Tour Golf II | Polygames                                                 | EA SportsNA/PAL Electronic Arts VictorJP              | Ja           | Ja                  | Ja            |                 | 1992          |
| PGA Tour Golf III | Polygames High Score Productions                          | EA Sports                                             |              | Ja                  | Ja            |                 | 1994          |
| Phantasy Star Fukkokuban | Sega AM7                                                  | Sega                                                  | Ja           |                     |               |                 | 1994          |
| Phantasy Star II Phantasy Star II: Kaerazaru Toki no Owari niJP                                                                                                | Sega AM7                                                  | Sega                                                  | Ja           | Ja                  | Ja            |                 | 1989          |
| Phantasy Star III: Generations of Doom Phantasy Star III: Toki no KeishoushaJP                                                                                 | Sega AM7                                                  | Sega                                                  | Ja           | Ja                  | Ja            |                 | 1990          |
| Phantasy Star IV: The End of the Millennium Phantasy Star: Sennenki no Owari niJP                                                                              | Sega AM7                                                  | Sega                                                  | Ja           | Ja                  | Ja            |                 | 1993          |
| Phantom 2040 | Illusions                                                 | Viacom New Media                                      |              | Ja                  | Ja            |                 | 1995          |
| Phelios | Namco                                                     | Namco Hometek                                         | Ja           | Ja                  | Ja            |                 | 1990          |
| Pier Solar and the Great Architects | WaterMelon                                                | WaterMelon                                            | Ja           | Ja                  | Ja            |                 | 2010          |
| Pink Goes To Hollywood | Headgames Manley & Associates Nu Romantic Productions     | TecMagikNA/EU                                         |              | Ja                  | Ja            |                 | 1993          |
| The Pirates of Dark Water | Iguana Entertainment                                      | Sunsoft                                               |              | Ja                  | Ja            |                 | 1994          |
| Pirates! Gold | MicroProse                                                | MicroProse                                            |              | Ja                  |               |                 | 1993          |
| Pit-Fighter | Atari Games Sterling Silver Software                      | Tengen                                                | Ja           | Ja                  | Ja            |                 | 1991          |
| Pitfall: The Mayan Adventure | Activision Krisalis Software                              | Activision                                            |              | Ja                  | Ja            |                 | 1995          |
| Pocahontas | Funcom                                                    | Disney Interactive                                    |              | Ja                  | Ja            |                 | 1996          |
| Populous | Bullfrog Productions                                      | Electronic ArtsNA/PAL SegaJP                          | Ja           | Ja                  | Ja            |                 | 1990          |
| Power Drive | Rage Software                                             | U.S. Gold                                             |              | Enbart Sega Channel | Ja            |                 | 1994          |
| Powermonger | Bullfrog Productions Sprytes                              | Electronic ArtsNA/PAL Electronic Arts VictorJP        | Ja           | Ja                  | Ja            |                 | 1992          |
| Powerball Wrestle BallJP | Namco                                                     | Namco Hometek                                         | Ja           | Ja                  |               |                 | 1991          |
| Predator 2 | Teeny Weeny Games Krisalis Software                       | Arena Entertainment                                   |              | Ja                  | Ja            |                 | 1992          |
| Premier Manager | Realms of Fantasy Gremlin Interactive                     | Sega                                                  |              |                     | Ja            |                 | 1995          |
| Premier Manager 97 | Gremlin Interactive                                       | Sega                                                  |              |                     | Ja            |                 | 1996          |
| Primal Rage | Atari Games Probe Entertainment                           | Time Warner Interactive                               |              | Ja                  | Ja            |                 | 1995          |
| Prime Time NFL Starring Deion Sanders | Spectacular Games                                         | Sega Sports                                           |              | Ja                  |               |                 | 1996          |
| Prince of Persia | Brøderbund Domark                                         | TengenNA DomarkPAL                                    |              | Ja                  | Ja            |                 | 1993          |
| Pro Moves Soccer | Zyrinx                                                    | Asciiware                                             |              | Ja                  |               |                 | 1994          |
| Pro Quarterback | Leland Interactive Media                                  | Tradewest                                             |              | Ja                  |               |                 | 1992          |
| Pro Striker Final Stage | Nextech                                                   | Sega                                                  | Ja           |                     |               |                 | 1995          |
| Psy-O-Blade | T&E Soft                                                  | Sigma Enterprises                                     | Ja           |                     |               |                 | 1990          |
| Psycho Pinball | Codemasters                                               | Codemasters                                           |              |                     | Ja            |                 | 1994          |
| Puggsy | Traveller's Tales Krisalis Software                       | Psygnosis                                             |              | Ja                  | Ja            |                 | 1993          |
| Pulseman | Game Freak                                                | Sega                                                  | Ja           | Enbart Sega Channel |               |                 | 1994          |
| The Punisher | Capcom Sculptured Software                                | Capcom                                                |              | Ja                  | Ja            |                 | 1994          |
| Puyo Puyo Tsuu | Compile                                                   | Compile                                               | Ja           |                     |               |                 | 1994          |
| Puzzle & Action: Ichidant-R | Sega CRI                                                  | Sega                                                  | Ja           |                     |               |                 | 1995          |
| Puzzle & Action: Tant-R | Sega                                                      | Sega                                                  | Ja           |                     |               |                 | 1994          |
| Quackshot starring Donald Duck I Love Donald Duck: Georgia Ou no HihouJP                                                                                       | Sega AM7                                                  | Sega                                                  | Ja           | Ja                  | Ja            |                 | 1991          |
| Quad Challenge MegaTraXJP | Namco                                                     | Namco                                                 | Ja           | Ja                  |               |                 | 1991          |
| R.B.I. Baseball '93 | Tengen                                                    | Tengen                                                |              | Ja                  |               |                 | 1993          |
| R.B.I. Baseball '94 | Tengen                                                    | Tengen                                                |              | Ja                  | Ja            |                 | 1994          |
| R.B.I. Baseball 3 | Tengen                                                    | Tengen                                                |              | Ja                  |               |                 | 1991          |
| R.B.I. Baseball 4 | Tengen                                                    | Tengen                                                | Ja           | Ja                  |               |                 | 1992          |
| Race Drivin' | Atari Games Polygames                                     | Tengen                                                |              | Ja                  |               |                 | 1993          |
| Radical Rex | Beam Software                                             | Activision                                            |              | Ja                  | Ja            |                 | 1994          |
| Raiden Trad Raiden Densetsu JP | Seibu Kaihatsu Micronet Beyond Interactive                | Micronet                                              | Ja           | Ja                  |               |                 | 1991          |
| Rainbow Islands Extra | Aisystem Tokyo Cube                                       | Taito                                                 | Ja           |                     |               |                 | 1990          |
| Rambo III | Sega                                                      | Sega                                                  | Ja           | Ja                  | Ja            |                 | 1989          |
| Rampart | Atari Games Silicon Sorcery                               | Tengen                                                | Ja           | Ja                  |               |                 | 1991          |
| Ranger X Ex-Ranza JP | Gau Entertainment Cube                                    | Sega                                                  | Ja           | Ja                  | Ja            |                 | 1993          |
| Ransei no Hasha | SystemSoft SPS Co., Ltd.                                  | Asmik                                                 | Ja           |                     |               |                 | 1991          |
| Rastan Saga II | Opera House                                               | Taito                                                 | Ja           | Ja                  |               |                 | 1990          |
| Red Zone | Zyrinx                                                    | Time Warner Interactive                               |              | Ja                  | Ja            |                 | 1994          |
| Ren & Stimpy: Stimpy's Invention | BlueSky Software                                          | Sega                                                  |              | Ja                  | Ja            |                 | 1993          |
| Rent-A-Hero | Sega AM2                                                  | Sega                                                  | Ja           |                     |               |                 | 1991          |
| The Revenge of Shinobi The Super ShinobiJP | Sega AM7                                                  | Sega                                                  | Ja           | Ja                  | Ja            |                 | 1989          |
| Revolution X | Midway Games Rage Software                                | Acclaim Entertainment                                 |              | Ja                  | Ja            |                 | 1994          |
| Richard Scarry's Busytown | Novotrade                                                 | Sega                                                  |              | Ja                  |               |                 | 1994          |
| Rings of Power | Naughty Dog                                               | Electronic Arts                                       |              | Ja                  | Ja            |                 | 1991          |
| Rise of the Robots | Mirage Data Design Interactive Psygnosis                  | Acclaim Entertainment                                 |              |                     | Ja            |                 | 1994          |
| Risk | Sculptured Software                                       | Parker Brothers                                       |              | Ja                  |               |                 | 1994          |
| Risky Woods Jashin DraxosJP | Dinamic Software Zeus Software                            | Electronic ArtsNA/PAL Electronic Arts VictorJP        | Ja           | Ja                  | Ja            |                 | 1992          |
| Ristar Ristar: The Shooting StarJP | Sonic Team Sega AM7                                       | Sega                                                  | Ja           | Ja                  | Ja            |                 | 1995          |
| Road Rash | Electronic Arts                                           | Electronic ArtsNA/PAL Electronic Arts VictorJP        | Ja           | Ja                  | Ja            |                 | 1991          |
| Road Rash II | EA Studios                                                | Electronic ArtsNA/PAL Electronic Arts VictorJP        | Ja           | Ja                  | Ja            |                 | 1992          |
| Road Rash III: Tour de Force | Monkey Do Productions                                     | Electronic Arts                                       |              | Ja                  | Ja            |                 | 1995          |
| RoadBlasters | Atari Games Sterling Silver Software                      | Tengen                                                | Ja           | Ja                  |               |                 | 1991          |
| RoboCop 3 | Ocean Software Eden Entertainment Krisalis Software       | Flying Edge                                           |              | Ja                  | Ja            |                 | 1993          |
| RoboCop Versus The Terminator | Virgin Games                                              | Virgin Games                                          | Ja           | Ja                  | Ja            |                 | 1993          |
| Rock N' Roll Racing | Silicon & Synapse                                         | Interplay Entertainment                               |              | Ja                  | Ja            |                 | 1994          |
| Rocket Knight Adventures | Konami                                                    | Konami                                                | Ja           | Ja                  | Ja            |                 | 1993          |
| Roger Clemens' MVP Baseball | Sculptured Software                                       | Flying Edge                                           |              | Ja                  |               |                 | 1992          |
| Rolling Thunder 2 | Namco                                                     | Namco Hometek                                         | Ja           | Ja                  | Ja            |                 | 1991          |
| Rolling Thunder 3 | Now Production                                            | Namco Hometek                                         |              | Ja                  |               |                 | 1993          |
| Rolo to the Rescue Zou! Zou! Zou! Rescue DaisakusenJP | Vectordean                                                | Electronic ArtsNA/PAL Electronic Arts VictorJP        | Ja           | Ja                  | Ja            |                 | 1992          |
| Romance of the Three Kingdoms II Sangokushi IIJP | Koei                                                      | Koei                                                  | Ja           | Ja                  |               |                 | 1991          |
| Romance of the Three Kingdoms III: Dragon of Destiny Sangokushi IIIJP                                                                                          | Koei                                                      | Koei                                                  | Ja           | Ja                  |               |                 | 1992          |
| Rugby World Cup '95 | The Creative Assembly                                     | EA Sports                                             |              | Ja                  | Ja            |                 | 1994          |
| Sagaia Darius IIJP | Taito                                                     | Taito                                                 | Ja           | Ja                  |               |                 | 1990          |
| Saint Sword | Cyclone System                                            | Taito                                                 | Ja           | Ja                  |               |                 | 1991          |
| Sampras Tennis 96 | Codemasters                                               | Sportsmaster                                          |              |                     | Ja            |                 | 1995          |
| Samurai Shodown Samurai SpiritsJP | Saurus                                                    | Takara                                                | Ja           | Ja                  | Ja            |                 | 1994          |
| Sangokushi Retsuden: Ransei no Eiyuu-tachi | Tose Software                                             | Sega                                                  | Ja           |                     |               |                 | 1991          |
| Saturday Night Slam Masters | Capcom                                                    | Capcom                                                | Ja           | Ja                  | Ja            |                 | 1994          |
| Scooby-Doo Mystery | Sunsoft                                                   | Acclaim Entertainment                                 |              | Ja                  |               |                 | 1995          |
| SeaQuest DSV | Sculptured Software                                       | Black Pearl Software                                  |              | Ja                  | Ja            |                 | 1994          |
| Second Samurai | Psygnosis                                                 | Vivid Image                                           |              |                     | Ja            |                 | 1994          |
| Sensible Soccer: European Champions | Sensible Software                                         | Sony Imagesoft                                        |              |                     | Ja            |                 | 1993          |
| Sesame Street: Counting Cafe | Electronic Arts                                           | Electronic Arts                                       |              | Ja                  |               |                 | 1994          |
| Shadow Blasters Shiten MyououJP | Sage's Creation                                           | Sigma Enterprises                                     |              | Ja                  | Ja            |                 | 1990          |
| Shadow Dancer The Secret of ShinobiJP | Sega                                                      | Sega                                                  | Ja           | Ja                  | Ja            |                 | 1990          |
| Shadow of the Beast Shadow of the Beast: Mashou no OkiteJP | Psygnosis                                                 | Electronic Arts                                       | Ja           | Ja                  | Ja            |                 | 1991          |
| Shadow of the Beast II | Psygnosis                                                 | Electronic Arts                                       | Ja           | Ja                  | Ja            |                 | 1992          |
| Shadowrun | FASA                                                      | Sega                                                  |              | Ja                  |               |                 | 1994          |
| Shanghai II: Dragon's Eye | Home Data                                                 | Activision                                            |              | Ja                  |               |                 | 1994          |
| Shaq Fu | Delphine Software                                         | Electronic Arts                                       |              | Ja                  | Ja            |                 | 1994          |
| Shi-Kin-Jou | Scap Trust Sunsoft                                        | Sunsoft                                               | Ja           |                     |               |                 | 1991          |
| Shining Force Shining Force: Kamigami no IsanJP | Sonic Climax                                              | Sega                                                  | Ja           | Ja                  | Ja            |                 | 1993          |
| Shining Force II Shining Force II: Inishie no FuuinJP | Sonic                                                     | Sega                                                  | Ja           | Ja                  | Ja            |                 | 1994          |
| Shining in the Darkness Shining and the DarknessJP | Sonic Climax                                              | Sega                                                  | Ja           | Ja                  | Ja            |                 | 1991          |
| Shinobi III: Return of the Ninja Master The Super Shinobi IIJP                                                                                                 | Sega                                                      | Sega                                                  | Ja           | Ja                  | Ja            |                 | 1993          |
| Shougi no Hoshi | Home Data                                                 | Home Data                                             | Ja           |                     |               |                 | 1991          |
| Shove It! ...The Warehouse Game Shijou Saidai no SoukobanJP | NCS                                                       | DreamWorks                                            | Ja           | Ja                  |               |                 | 1990          |
| Show do Milhão | Tectoy                                                    | Tectoy                                                |              |                     |               | BR              | 2001          |
| Show do Milhão vol.2 | Tectoy                                                    | Tectoy                                                |              |                     |               | BR              | 2002          |
| Shuǐ Hǔ Fēng Yún Zhuán | Never Ending Soft Team                                    | Never Ending Soft Team                                |              |                     |               | TW              | 1996          |
| Shura no Mon | SIMS                                                      | Sega                                                  | Ja           |                     |               |                 | 1992          |
| Side Pocket | Data East                                                 | Data East                                             | Ja           | Ja                  | Ja            |                 | 1992          |
| The Simpsons: Bart vs. the Space Mutants | Acclaim Entertainment                                     | Acclaim Entertainment                                 |              | Ja                  | Ja            |                 | 1992          |
| The Simpsons: Bart's Nightmare | Sculptured Software                                       | Acclaim Entertainment                                 |              | Ja                  | Ja            |                 | 1993          |
| Skeleton Krew | Core Design                                               | Core Design                                           |              | Ja                  | Ja            |                 | 1995          |
| Skitchin' | Electronic Arts                                           | Electronic Arts                                       |              | Ja                  | Ja            |                 | 1994          |
| Slam Dunk, From TV Animation: Kyougou Makkou Taiketsu! | SIMS                                                      | Bandai                                                | Ja           |                     |               |                 | 1995          |
| Slap Fight MD | Toaplan                                                   | Tengen                                                | Ja           |                     |               |                 | 1993          |
| Slaughter Sport | Activision                                                | Razorsoft Sanritsu                                    | Ja           | Ja                  | Ja            |                 | 1990          |
| The Smurfs | Infogrames                                                | Infogrames                                            |              |                     | Ja            |                 | 1995          |
| The Smurfs: Tour of the World | Infogrames                                                | Infogrames                                            |              |                     | Ja            |                 | 1996          |
| Snake Rattle 'n' Roll | Rare                                                      | Sega                                                  |              |                     | Ja            |                 | 1993          |
| Snow Bros.: Nick & Tom | Toaplan/Cube                                              | Tengen                                                | Ja           | Ja                  |               |                 | 1993          |
| Socket Time Dominator 1stJP | Vic Tokai                                                 | Vic Tokai                                             | Ja           | Ja                  |               |                 | 1993          |
| Sol-Deace | Wolf Team                                                 | Renovation Products                                   |              | Ja                  |               |                 | 1992          |
| Sonic 3D Blast Sonic 3D Flickies' IslandPAL | Traveller's Tales                                         | Sega                                                  | Ja           | Ja                  | Ja            |                 | 1996          |
| Sonic & Knuckles | Sonic Team                                                | Sega                                                  | Ja           | Ja                  | Ja            |                 | 1994          |
| Sonic the Hedgehog | Sonic Team                                                | Sega                                                  | Ja           | Ja                  | Ja            |                 | 1991          |
| Sonic the Hedgehog 2 | Sonic Team                                                | Sega                                                  | Ja           | Ja                  | Ja            |                 | 1992          |
| Sonic the Hedgehog 3 | Sonic Team                                                | Sega                                                  | Ja           | Ja                  | Ja            |                 | 1994          |
| Sonic the Hedgehog Spinball | Sega Technical Institute                                  | Sega                                                  | Ja           | Ja                  | Ja            |                 | 1993          |
| Sonic Classics | Sega Technical Institute                                  | Sega                                                  |              | Ja                  |               |                 | 1997          |
| Sorcerer's Kingdom Sorcer KingdomJP | NCS                                                       | Treco                                                 | Ja           | Ja                  | Ja            |                 | 1992          |
| Sorcerian | Nihon Falcom Sega AM6                                     | Sega                                                  | Ja           |                     |               |                 | 1990          |
| Space Harrier II | Sega                                                      | Sega                                                  | Ja           | Ja                  | Ja            |                 | 1988          |
| Space Invaders '91 Space Invaders 90JP | Taito                                                     | Taito                                                 | Ja           | Ja                  | Ja            |                 | 1991          |
| Sparkster Sparkster: Rocketknight Adventures 2JP | Konami                                                    | Konami                                                | Ja           | Ja                  | Ja            |                 | 1994          |
| Speedball 2 Speedball 2: Brutal DeluxeNA | The Bitmap Brothers                                       | Arena Entertainment                                   | Ja           | Ja                  | Ja            |                 | 1991          |
| Spider-Man: The Animated Series | Western Technologies                                      | Acclaim Entertainment                                 |              | Ja                  |               |                 | 1993          |
| Spider-Man vs. The Kingpin | Sega                                                      | Sega                                                  | Ja           | Ja                  | Ja            |                 | 1991          |
| Spider-Man and Venom: Maximum Carnage | Software Creations                                        | Acclaim Entertainment                                 |              | Ja                  | Ja            |                 | 1994          |
| Spider-Man and the X-Men: Arcade's Revenge | Software Creations                                        | Flying Edge                                           |              | Ja                  | Ja            |                 | 1993          |
| Spiritual Warfare | Wisdom Tree                                               | Wisdom Tree                                           |              | Ja                  |               |                 | 1994          |
| Spirou | Infogrames                                                | Infogrames                                            |              |                     | Ja            |                 | 1995          |
| Splatterhouse 2 | Namco                                                     | Namco                                                 | Ja           | Ja                  | Ja            |                 | 1992          |
| Splatterhouse 3 | Namco                                                     | Namco                                                 | Ja           | Ja                  |               |                 | 1993          |
| Spot Goes To Hollywood | Eurocom                                                   | Virgin Games                                          |              | Ja                  | Ja            |                 | 1995          |
| Squirrel King | Gamtec                                                    | Gamtec                                                |              |                     |               | TW              | 1996          |
| Star Control | Toys For Bob                                              | Accolade                                              |              | Ja                  | Ja            |                 | 1991          |
| Star Cruiser | Arsys Software                                            | Masaya                                                | Ja           |                     |               |                 | 1990          |
| Star Trek: Deep Space Nine: Crossroads of Time | Novotrade                                                 | Playmates Interactive                                 |              | Ja                  | Ja            |                 | 1995          |
| Star Trek: The Next Generation: Echoes from the Past | MicroProse                                                | Sega                                                  |              | Ja                  |               |                 | 1994          |
| Starflight | Binary Systems                                            | Electronic Arts                                       |              | Ja                  | Ja            |                 | 1991          |
| Stargate | Probe Entertainment                                       | Acclaim Entertainment                                 |              | Ja                  | Ja            |                 | 1995          |
| Steel Empire Empire of SteelPAL Koutetsu Teikoku: Steel EmpireJP                                                                                               | Hot B                                                     | Acclaim Entertainment                                 | Ja           | Ja                  | Ja            |                 | 1994          |
| Steel Talons | Atari Games                                               | Tengen                                                | Ja           | Ja                  | Ja            |                 | 1992          |
| Stormlord | Hewson                                                    | Razorsoft                                             | Ja           | Ja                  | Ja            |                 | 1990          |
| Street Fighter II': Special Champion Edition Street Fighter II' Plus: Champion EditionJP                                                                       | Capcom                                                    | Capcom                                                | Ja           | Ja                  | Ja            |                 | 1993          |
| Street Racer | Vivid Image                                               | Ubisoft                                               |              |                     | Ja            |                 | 1995          |
| Street Smart | SNK                                                       | Treco                                                 | Ja           | Ja                  |               |                 | 1991          |
| Streets of Rage Bare Knuckle: Ikari no TekkenJP | Sega AM7                                                  | Sega                                                  | Ja           | Ja                  | Ja            |                 | 1991          |
| Streets of Rage 2 Streets of Rage IIPAL Bare Knuckle II: Shitou e no ChingonkaJP                                                                               | Sega AM7 Ancient                                          | Sega                                                  | Ja           | Ja                  | Ja            |                 | 1992          |
| Streets of Rage 3 Bare Knuckle IIIJP | Sega AM7                                                  | Sega                                                  | Ja           | Ja                  | Ja            |                 | 1994          |
| Strider Strider HiryuuJP | Sega                                                      | Sega                                                  | Ja           | Ja                  | Ja            |                 | 1990          |
| Strider Returns: Journey from Darkness Strider IIPAL | Tiertex                                                   | U.S. Gold                                             | Ja           | Ja                  | Ja            |                 | 1992          |
| Striker | Rage Software                                             | Sega                                                  |              |                     | Ja            |                 | 1995          |
| Sub-Terrania | Zyrinx                                                    | Sega                                                  |              | Ja                  | Ja            |                 | 1993          |
| Summer Challenge | Accolade                                                  | Accolade                                              |              | Ja                  | Ja            |                 | 1993          |
| Sunset Riders | Konami                                                    | Konami                                                | Ja           | Ja                  | Ja            |                 | 1992          |
| Super Baseball 2020 2020 Super BaseballJP | SNK                                                       | Electronic Arts                                       | Ja           | Ja                  |               |                 | 1993          |
| Super Battleship | Synergistic                                               | Mindscape                                             |              | Ja                  |               |                 | 1993          |
| Super Battletank: War in the Gulf | Imagineering                                              | Absolute Entertainment                                |              | Ja                  |               |                 | 1992          |
| Super Daisenryaku | SystemSoft Alpha                                          | Sega                                                  | Ja           |                     |               |                 | 1989          |
| Super Fantasy Zone | Sega                                                      | Sunsoft                                               | Ja           |                     | Ja            |                 | 1992          |
| Super Hang-On | Sega                                                      | Sega                                                  | Ja           | Ja                  | Ja            |                 | 1989          |
| Super High Impact | Beam Software                                             | Acclaim Entertainment                                 |              | Ja                  |               |                 | 1992          |
| Super Hydlide | T&E Soft                                                  | Seismic                                               | Ja           | Ja                  | Ja            |                 | 1989          |
| Super Kick Off | Anco Software Tiertex                                     | U.S. Gold                                             |              |                     | Ja            |                 | 1992          |
| Super Monaco GP | Sega                                                      | Sega                                                  | Ja           | Ja                  | Ja            |                 | 1990          |
| Super Monaco GP II, Ayrton Senna's | Sega                                                      | Sega                                                  | Ja           | Ja                  | Ja            |                 | 1992          |
| Super Off Road | Tradewest                                                 | Ballistic                                             |              | Ja                  | Ja            |                 | 1992          |
| Super Skidmarks | Acid                                                      | Codemasters                                           |              |                     | Ja            |                 | 1995          |
| Super Smash TV | Probe Software                                            | Acclaim Entertainment                                 |              | Ja                  | Ja            |                 | 1992          |
| Super Street Fighter II Super Street Fighter II: The New ChallengersJP                                                                                         | Capcom                                                    | Capcom                                                | Ja           | Ja                  | Ja            |                 | 1994          |
| Super Thunder Blade | Sega                                                      | Sega                                                  | Ja           | Ja                  | Ja            |                 | 1988          |
| Super Volleyball | Video System                                              | Sega                                                  |              | Ja                  |               |                 | 1991          |
| Superman Superman: The Man of SteelPAL | Sunsoft                                                   | Sunsoft                                               |              | Ja                  | Ja            |                 | 1992          |
| Surging Aura | Japan Media Programming                                   | Sega                                                  | Ja           |                     |               |                 | 1995          |
| Sword of Sodan | Innerprise                                                | Electronic Arts                                       |              | Ja                  | Ja            |                 | 1990          |
| Sword of Vermilion VermilionJP | Sega                                                      | Sega                                                  | Ja           | Ja                  | Ja            |                 | 1989          |
| Syd of Valis SD ValisJP | Telenet                                                   | Renovation Products                                   | Ja           | Ja                  |               |                 | 1991          |
| Sylvester and Tweety in Cagey Capers | Alexandria, Inc.                                          | TecMagik                                              |              | Ja                  | Ja            |                 | 1994          |
| Syndicate | Bullfrog Productions                                      | Electronic Arts                                       |              | Ja                  | Ja            |                 | 1994          |
| T2: Terminator 2: Judgement Day | Bits Studios                                              | Flying Edge                                           |              | Ja                  | Ja            |                 | 1993          |
| T2: The Arcade Game | Probe Software Krisalis Software                          | Arena EntertainmentNA/PAL Acclaim EntertainmentJP     | Ja           | Ja                  | Ja            |                 | 1992          |
| Taiheiki | Tose Software                                             | Sega                                                  | Ja           |                     |               |                 | 1991          |
| Taikō Risshiden | Koei                                                      | Koei                                                  | Ja           |                     |               |                 | 1993          |
| TaleSpin | Sega InterActive                                          | Sega                                                  |              | Ja                  | Ja            |                 | 1992          |
| Target Earth Assault Suit LeynosJP | NCS                                                       | DreamWorksNA MasayaJP                                 | Ja           | Ja                  |               |                 | 1990          |
| Task Force Harrier EX | NMK Jorudan Opus                                          | Treco                                                 | Ja           | Ja                  |               |                 | 1991          |
| Taz-Mania | Recreational Brainware Nu Romantic Productions            | Sega                                                  | Ja           | Ja                  | Ja            |                 | 1992          |
| Taz in Escape from Mars | Headgames Nu Romantic Productions                         | Sega                                                  |              | Ja                  | Ja            |                 | 1994          |
| Team USA Basketball Dream Team USAJP | Electronic Arts                                           | EASNNA/PAL Electronic Arts VictorJP                   | Ja           | Ja                  | Ja            |                 | 1992          |
| Technoclash | Zono BlueSky Software Nu Romantic Productions             | Electronic Arts                                       |              | Ja                  | Ja            |                 | 1993          |
| Techno Cop | Gray Matter Inc. Imagexcel Punk Development               | RazorSoft                                             |              | Ja                  |               |                 | 1990          |
| Tecmo Super Baseball | Sculptured Software                                       | Tecmo                                                 |              | Ja                  |               |                 | 1994          |
| Tecmo Super Bowl | Tecmo                                                     | Tecmo                                                 | Ja           | Ja                  |               |                 | 1993          |
| Tecmo Super Bowl II: Special Edition | Tecmo                                                     | Tecmo                                                 | Ja           | Ja                  |               |                 | 1994          |
| Tecmo Super Bowl III: Final Edition | Tecmo                                                     | Tecmo                                                 |              | Ja                  |               |                 | 1995          |
| Tecmo Super Hockey | Malibu Games                                              | Tecmo                                                 |              | Ja                  |               |                 | 1994          |
| Tecmo Super NBA Basketball | Sculptured Software                                       | Tecmo                                                 | Ja           | Ja                  |               |                 | 1993          |
| Tecmo World Cup Tecmo World Cup '92JP | Tecmo Hertz Co., Ltd.                                     | AtlusNA SIMSJP                                        | Ja           | Ja                  |               |                 | 1992          |
| Teenage Mutant Ninja Turtles: The Hyperstone Heist Teenage Mutant Hero Turtles: The Hyperstone HeistPAL Teenage Mutant Ninja Turtles: Return of the ShredderJP | Konami                                                    | Konami                                                | Ja           | Ja                  | Ja            |                 | 1992          |
| Teenage Mutant Ninja Turtles: Tournament Fighters Teenage Mutant Hero Turtles: Tournament FightersPAL                                                          | Konami                                                    | Konami                                                | Ja           | Ja                  | Ja            |                 | 1993          |
| The Terminator | Probe Software Krisalis Software                          | Virgin Games                                          |              | Ja                  | Ja            |                 | 1992          |
| Tetris | Sanritsu Denki                                            | Sega                                                  | Ja           |                     |               |                 | 1989          |
| Theme Park | Bullfrog Productions Images Software                      | Electronic Arts                                       |              | Ja                  | Ja            |                 | 1995          |
| Thomas the Tank Engine & Friends | Malibu Interactive                                        | THQ                                                   |              | Ja                  |               |                 | 1993          |
| Thunderbolt II | Sun Green                                                 | Sun Green                                             |              |                     |               | TW              | 1993          |
| Thunder Force II Thunder Force II MDJP | Technosoft                                                | SegaNA/PAL TechnosoftJP                               | Ja           | Ja                  | Ja            |                 | 1989          |
| Thunder Force III | Technosoft                                                | Technosoft                                            | Ja           | Ja                  |               |                 | 1990          |
| Thunder Force IV Lightning Force: Quest for the DarkstarNA | Technosoft                                                | SegaNA/PAL TechnosoftJP                               | Ja           | Ja                  | Ja            |                 | 1992          |
| ThunderFox | Aisystem Tokyo                                            | Taito                                                 | Ja           | Ja                  |               |                 | 1991          |
| Thunder Pro Wrestling Retsuden | Human Entertainment                                       | Human Entertainment                                   | Ja           |                     |               |                 | 1992          |
| The Tick | Software Creations                                        | Fox Interactive                                       |              | Ja                  |               |                 | 1994          |
| Time Killers | Incredible Technologies                                   | Black Pearl Software                                  |              | Ja                  | Ja            |                 | 1996          |
| Tinhead | MicroProse                                                | Spectrum HoloByte                                     |              | Ja                  |               |                 | 1994          |
| Tintin in Tibet | Infogrames                                                | Infogrames                                            |              |                     | Ja            |                 | 1996          |
| Tiny Toon Adventures: ACME All-Stars | Konami                                                    | Konami                                                |              | Ja                  | Ja            |                 | 1994          |
| Tiny Toon Adventures: Buster's Hidden Treasure | Konami                                                    | Konami                                                |              | Ja                  | Ja            |                 | 1993          |
| TNN Bass Tournament of Champions | Imagitec Design                                           | American Softworks                                    |              | Ja                  |               |                 | 1993          |
| TNN Outdoors Bass Tournament '96 | Imagitec Design                                           | ASC Games                                             |              | Ja                  |               |                 | 1996          |
| Todd's Adventures in Slime World Slime WorldJP | Epyx                                                      | Renovation ProductsNA Micro WorldJP                   | Ja           | Ja                  |               |                 | 1992          |
| ToeJam & Earl | Johnson-Voorsanger Productions Nu Romantic Productions    | Sega                                                  | Ja           | Ja                  | Ja            |                 | 1991          |
| ToeJam & Earl in Panic on Funkotron | Johnson-Voorsanger Productions Nu Romantic Productions    | Sega                                                  |              | Ja                  | Ja            |                 | 1993          |
| Toki: Going Ape Spit JuJu DensetsuJP | TAD Corporation Santos                                    | Sega                                                  | Ja           | Ja                  | Ja            |                 | 1991          |
| Tom & Jerry: Frantic Antics! | Beam Software                                             | Hi-Tech ExpressionsNA AltronJP                        | Ja           | Ja                  |               |                 | 1993          |
| Tommy Lasorda Baseball Super LeagueJP/PAL | Sega                                                      | Sega                                                  | Ja           | Ja                  | Ja            |                 | 1989          |
| Tony La Russa Baseball | Beyond Software Electronic Arts                           | EA Sports                                             |              | Ja                  | Ja            |                 | 1993          |
| Top Gear 2 | Gremlin Graphics                                          | Vic Tokai                                             |              | Ja                  |               |                 | 1994          |
| Top Pro Golf | Coconuts Japan Varie                                      | Soft Vision                                           | Ja           |                     |               |                 | 1992          |
| Total Football | Domark                                                    | Domark                                                |              |                     | Ja            |                 | 1995          |
| Toughman Contest | Visual Concepts High Score Productions                    | EA Sports                                             |              | Ja                  | Ja            |                 | 1995          |
| Toxic Crusaders | Infogrames                                                | Sega                                                  |              | Ja                  |               |                 | 1992          |
| Toy Story | Traveller's Tales Disney Interactive Studios              | Disney Interactive Studios                            |              | Ja                  | Ja            |                 | 1996          |
| Toys | Imagineering                                              | Absolute Entertainment                                |              | Ja                  |               |                 | 1993          |
| Trampoline Terror! | NCS                                                       | DreamWorks                                            |              | Ja                  |               |                 | 1990          |
| Traysia Minato no TraysiaJP | Riot                                                      | Renovation ProductsNA Telenet JapanJP                 | Ja           | Ja                  |               |                 | 1992          |
| Triple Play 96 | Extended Play Productions                                 | EA Sports                                             |              | Ja                  |               |                 | 1995          |
| Triple Play: Gold Edition | EA Canada                                                 | EA Sports                                             |              | Ja                  |               |                 | 1996          |
| Trouble Shooter Battle ManiaJP | Vic Tokai                                                 | Vic Tokai                                             | Ja           | Ja                  |               |                 | 1991          |
| Troy Aikman NFL Football | Leland Interactive Media                                  | Tradewest                                             |              | Ja                  |               |                 | 1994          |
| True Lies | Beam Software                                             | Acclaim Entertainment                                 | Ja           | Ja                  | Ja            |                 | 1995          |
| Truxton TatsujinJP | Toaplan                                                   | Sega                                                  | Ja           | Ja                  | Ja            |                 | 1989          |
| Turbo Outrun | Sega AM2 Tiertex                                          | Sega                                                  | Ja           |                     | Ja            |                 | 1992          |
| Turrican | Rainbow Arts Code Monkeys Ltd.                            | Accolade                                              |              | Ja                  | Ja            |                 | 1991          |
| Twin Cobra: Desert Attack Helicopter Kyuukyoku TigerJP | Toaplan                                                   | SegaNA TrecoJP                                        | Ja           | Ja                  |               |                 | 1991          |
| Twin Hawk DaisenpuuJP | Toaplan                                                   | Sega                                                  | Ja           |                     | Ja            |                 | 1990          |
| Twinkle Tale | Zap Corporation                                           | Wonder Amusement Studio                               | Ja           |                     |               |                 | 1992          |
| Two Crude Dudes Crude BusterJP | ISCO Opera House                                          | Data EastNA/JP SegaPAL                                | Ja           | Ja                  | Ja            |                 | 1992          |
| Two Tribes: Populous II | Bullfrog Productions Panelcomp                            | Virgin Games                                          |              |                     | Ja            |                 | 1993          |
| Ultimate Mortal Kombat 3 | Midway Games Avalanche Software                           | Williams EntertainmentNA Acclaim EntertainmentPAL     |              | Ja                  | Ja            |                 | 1996          |
| Ultimate Qix VolfiedJP | ITL                                                       | Taito                                                 | Ja           | Ja                  |               |                 | 1991          |
| Ultimate Soccer | Rage Software                                             | Sega                                                  |              |                     | Ja            |                 | 1993          |
| Ultraman | Tsuburaya                                                 | Ma-Ba                                                 | Ja           |                     |               |                 | 1993          |
| Uncharted Waters Daikoukai Jidai JP | Koei                                                      | Koei                                                  | Ja           | Ja                  |               |                 | 1992          |
| Uncharted Waters: New Horizons Daikoukai Jidai II JP | Koei                                                      | Koei                                                  | Ja           | Ja                  |               |                 | 1994          |
| Undead Line | T&E Soft                                                  | PAL Soft                                              | Ja           |                     |               |                 | 1991          |
| Universal Soldier | Rainbow Arts Code Monkeys Ltd.                            | Ballistic                                             |              | Ja                  | Ja            |                 | 1992          |
| Unnecessary Roughness '95 | Accolade                                                  | Sport Accolade                                        |              | Ja                  |               |                 | 1994          |
| Urban Strike | Foley Hi-Tech Systems Granite Bay Software                | Electronic Arts                                       |              | Ja                  | Ja            |                 | 1994          |
| Uzu Keobukseon | Samsung                                                   | Samsung                                               |              |                     |               | KR              | 1992          |
| Valis Mugen Senshi ValisJP | Riot Triad                                                | Renovation ProductsNA Telenet JapanJP                 | Ja           | Ja                  |               |                 | 1991          |
| Valis III | Reno                                                      | Renovation ProductsNA Telenet JapanJP                 | Ja           | Ja                  |               |                 | 1991          |
| Vapor Trail Kuuga: Operation Vapor TrailJP | Data East                                                 | Renovation ProductsNA Telenet JapanJP                 | Ja           | Ja                  |               |                 | 1991          |
| Vectorman | BlueSky Software                                          | Sega                                                  |              | Ja                  | Ja            |                 | 1995          |
| Vectorman 2 | BlueSky Software                                          | Sega                                                  |              | Ja                  |               |                 | 1996          |
| Venom/Spider-Man: Separation Anxiety | Software Creations                                        | Acclaim Entertainment                                 |              | Ja                  | Ja            |                 | 1995          |
| Verytex | ISCO Opera House                                          | Asmik                                                 | Ja           |                     |               |                 | 1991          |
| Viewpoint | Nexus Interact                                            | Sammy                                                 |              | Ja                  |               |                 | 1994          |
| Virtua Fighter 2 | Sega AM2 Success Gaibrain Winds                           | Sega                                                  |              | Ja                  | Ja            |                 | 1996          |
| Virtua Racing | Sega AM2                                                  | Sega Sports                                           | Ja           | Ja                  | Ja            |                 | 1994          |
| Virtual Bart | Sculptured Software                                       | Acclaim Entertainment                                 | Ja           | Ja                  | Ja            |                 | 1994          |
| Virtual Pinball | BudgeCo                                                   | Electronic Arts                                       |              | Ja                  | Ja            |                 | 1993          |
| Vixen 357 | NCS Opus                                                  | Masaya                                                | Ja           |                     |               |                 | 1992          |
| VR Troopers | Syrox Developments                                        | Sega                                                  |              | Ja                  | Ja            |                 | 1995          |
| Wacky Worlds Creativity Studio | Headgames Nu Romantic Productions                         | Sega                                                  |              | Ja                  |               |                 | 1994          |
| Waialae no Kiseki | T&E Soft                                                  | Sega                                                  | Ja           |                     |               |                 | 1994          |
| Wani Wani World | Kaneko Inter State                                        | Kaneko                                                | Ja           |                     |               |                 | 1992          |
| Wardner Wardner no Mori SpecialJP | Toaplan Visco Corporation                                 | Mentrix SoftwareNA Visco CorporationJP                | Ja           | Ja                  |               |                 | 1991          |
| Warlock | Realtime Associates Trimark Interactive                   | Acclaim Entertainment                                 |              | Ja                  | Ja            |                 | 1994          |
| WarpSpeed | Accolade                                                  | Accolade                                              |              | Ja                  | Ja            |                 | 1993          |
| Warrior of Rome Caesar no YabouJP | Micronet                                                  | Micronet                                              | Ja           | Ja                  |               |                 | 1991          |
| Warrior of Rome II Caesar no Yabou IIJP | Micronet                                                  | Micronet                                              | Ja           | Ja                  |               |                 | 1992          |
| Warsong LangrisserJP | NCS Cube                                                  | TrecoNA MasayaJP                                      | Ja           | Ja                  |               |                 | 1991          |
| Wayne Gretzky and the NHLPA All-Stars | Time Warner Interactive Cygnus Multimedia DMP Productions | Time Warner Interactive                               |              | Ja                  | Ja            |                 | 1995          |
| Wayne's World | Gray Matter Inc.                                          | THQ                                                   |              | Ja                  |               |                 | 1993          |
| Weaponlord | Visual Concepts                                           | Namco Hometek                                         |              | Ja                  |               |                 | 1995          |
| Whac-a-Critter | AV Artisan                                                | Realtec                                               |              | Ja                  |               |                 | 1993          |
| Wheel of Fortune | Imagitec Design                                           | GameTek                                               |              | Ja                  |               |                 | 1992          |
| Where in the World Is Carmen Sandiego? | Brøderbund EA Canada                                      | Electronic Arts                                       |              | Ja                  | Ja            |                 | 1992          |
| Where in Time is Carmen Sandiego? | Brøderbund EA Canada                                      | Electronic Arts                                       |              | Ja                  | Ja            |                 | 1992          |
| Whip Rush Whip Rush: Wakusei Voltegas no NazoJP | Vic Tokai                                                 | Renovation ProductsNA SegaJP                          | Ja           | Ja                  |               |                 | 1990          |
| Williams Arcade's Greatest Hits Midway Presents Arcade's Greatest HitsPAL                                                                                      | Digital Eclipse Software Image Impressions                | Williams EntertainmentNA Midway Home EntertainmentPAL |              | Ja                  | Ja            |                 | 1996          |
| Wimbledon Championship Tennis Wimbledon EU | SIMS                                                      | Sega SportsNA SegaJP/PAL                              | Ja           | Ja                  | Ja            |                 | 1993          |
| Winter Challenge | MindSpan Technologies                                     | BallisticNA AccoladePAL                               |              | Ja                  | Ja            |                 | 1992          |
| Winter Olympics: Lillehammer 94 | Tiertex                                                   | U.S. GoldNA KixxPAL SegaJP                            | Ja           | Ja                  | Ja            |                 | 1994          |
| Wiz'n'Liz Wiz 'n' Liz: The Frantic Wabbit WescuePAL | Raising Hell Productions Krisalis Software                | Psygnosis                                             |              | Ja                  | Ja            |                 | 1993          |
| Wolfchild | Core Design Krisalis Software                             | JVC                                                   |              | Ja                  |               |                 | 1992          |
| Wolverine: Adamantium Rage | Teeny Weeny Games                                         | Acclaim Entertainment                                 |              | Ja                  | Ja            |                 | 1994          |
| Wonder Boy III: Monster Lair | Westone Sega                                              | Sega                                                  | Ja           |                     | Ja            |                 | 1990          |
| Wonder Boy in Monster World Wonder Boy V: Monster World IIIJP                                                                                                  | Westone                                                   | Sega                                                  | Ja           | Ja                  | Ja            |                 | 1991          |
| Wonder Library | Victor Entertainment                                      | Victor Entertainment                                  | Ja           |                     |               |                 | 1993          |
| World Championship Soccer World Cup Italia '90PAL World Cup SoccerJP                                                                                           | Sega                                                      | Sega                                                  | Ja           | Ja                  | Ja            |                 | 1989          |
| World Championship Soccer 2 World Championship Soccer IINA | Graftgold                                                 | Sega SportsNA SegaPAL                                 |              | Ja                  | Ja            |                 | 1994          |
| World Class Leaderboard Golf | Access Software Tiertex                                   | U.S. Gold                                             |              | Ja                  | Ja            |                 | 1992          |
| World Cup USA '94 | Tiertex                                                   | U.S. Gold                                             |              | Ja                  | Ja            |                 | 1994          |
| World Heroes | ADK Sega Midwest Studio                                   | Sega                                                  |              | Ja                  | Ja            |                 | 1994          |
| World of Illusion Starring Mickey Mouse and Donald Duck I Love Mickey & Donald: Fushigi na Magic BoxJP                                                         | Sega AM7                                                  | Sega                                                  | Ja           | Ja                  | Ja            |                 | 1992          |
| World Series Baseball | BlueSky Software                                          | Sega Sports                                           |              | Ja                  |               |                 | 1994          |
| World Series Baseball '95 | BlueSky Software                                          | Sega Sports                                           |              | Ja                  |               |                 | 1995          |
| World Series Baseball '96 | BlueSky Software                                          | Sega Sports                                           |              | Ja                  |               |                 | 1996          |
| World Series Baseball '98 | BlueSky Software                                          | Sega Sports                                           |              | Ja                  |               |                 | 1997          |
| Worms | Team17 East Point Software                                | Ocean Software                                        |              |                     | Ja            |                 | 1995          |
| Wrestle War | Sega SIMS                                                 | Sega                                                  | Ja           |                     | Ja            |                 | 1991          |
| WWF Raw | Sculptured Software                                       | Acclaim Entertainment                                 | Ja           | Ja                  | Ja            |                 | 1994          |
| WWF Royal Rumble | Sculptured Software                                       | Flying EdgeNA/PAL Acclaim EntertainmentJP             | Ja           | Ja                  | Ja            |                 | 1993          |
| WWF Super WrestleMania | Sculptured Software                                       | Flying Edge                                           |              | Ja                  | Ja            |                 | 1992          |
| WWF WrestleMania: The Arcade Game | Sculptured Software                                       | Acclaim Entertainment                                 |              | Ja                  | Ja            |                 | 1995          |
| X-Men | Western Technologies                                      | Sega                                                  |              | Ja                  | Ja            |                 | 1993          |
| X-Men 2: Clone Wars | Headgames Zono                                            | Sega                                                  |              | Ja                  | Ja            |                 | 1995          |
| X-Perts | Abalone Entertainment                                     | Deep Water                                            |              | Ja                  |               |                 | 1996          |
| XDR: X-Dazedly-Ray | Affect                                                    | Unipacc                                               | Ja           |                     |               |                 | 1990          |
| Xenon 2 Megablast | The Bitmap Brothers                                       | Virgin Games                                          |              |                     | Ja            |                 | 1992          |
| Yang Warrior Family | Unknown                                                   | Unknown                                               |              |                     |               | TW              | 1990          |
| Yogi Bear: Cartoon Capers | Empire Interactive                                        | GameTek                                               |              |                     | Ja            |                 | 1994          |
| Ys III: Wanderers from Ys | Riot                                                      | Renovation ProductsNA Nihon FalcomJP                  | Ja           | Ja                  |               |                 | 1991          |
| Yu Yu Hakusho: Gaiden | Gau Entertainment                                         | Sega                                                  | Ja           |                     |               |                 | 1994          |
| Yu Yu Hakusho: Makyo Toitsusen | Treasure                                                  | Sega                                                  | Ja           |                     |               |                 | 1994          |
| Zan: Yasha Enbukyoku | Wolf Team                                                 | Telenet Japan                                         | Ja           |                     |               |                 | 1991          |
| Zany Golf | Sandcastle Productions                                    | Electronic Arts                                       |              | Ja                  | Ja            |                 | 1990          |
| Zero the Kamikaze Squirrel | Iguana Entertainment                                      | Sunsoft                                               |              | Ja                  | Ja            |                 | 1994          |
| Zero Tolerance | Technopop                                                 | Accolade                                              |              | Ja                  | Ja            |                 | 1994          |
| Zero Wing | Toaplan Cube                                              | SegaPAL ToaplanJP                                     | Ja           |                     | Ja            |                 | 1991          |
| Zhuo Guǐ Dà Shi: Ghost Hunter | Senchi Technology                                         | Senchi Technology                                     |              |                     |               | TW              | 1994          |
| Zombies Ate My Neighbors Zombies EU | LucasArts                                                 | Konami                                                |              | Ja                  | Ja            |                 | 1993          |
| Zool | Gremlin Graphics                                          | GameTekNA Electronic ArtsPAL                          |              | Ja                  | Ja            |                 | 1993          |
| Zoom! | Discovery Software Cyclone System Sigma Pro-Tech          | Sega                                                  | Ja           | Ja                  | Ja            |                 | 1989          |
| Zoop | Hookstone Panelcomp                                       | Viacom New Media                                      |              | Ja                  | Ja            |                 | 1995          |

## Spel till Sega Meganet
Sega Meganet, också känt som Net Work System, var en onlinetjänst till Mega Drive i Japan. 
Meganet använde uppringd förbindelse och var Segas första onlinetjänst för flerspelarläge och baserades på en så kallad "pay to play"-funktion (spelaren betalar för att kunna spela). Systemet använde ett tillbehör kallat Mega Modem och tillhandahöll flera unika speltitlar som kunde laddas ned, och några kunde spelas i tävlingsläge med vänner. Det delade också teknik och utrustning med andra tjänster som Mega Anser, som användes för bankärenden. Trots att systemet utannonserades för Nordamerika under det förnyade namnet "Tele-Genesis", släpptes det aldrig i den regionen.
Meganet använde dess egen katalog av spel, oberoende av Mega Drives katalog. De flesta av dessa spel fick aldrig en utgivning via spelkassett, med undantag av Columns, Flicky, Fatal Labyrinth och Teddy Boy Blues som senare blev kassettversioner. Många Meganet-spel kom också senare att figurera i Game no Kanzume vol. 2, släppt exklusivt i Japan till Mega-CD. Huvuddelen av spelen till tjänsten var små på omkring 128kB per spel, detta på grund av begränsningar i dåtidens hastighet på internetuppkopplingen. Nedladdningar uppskattades ta ungefär fem till åtta minuter att slutföra. Samtliga spel till Meganet fanns tillgängliga genom Sega Game Library, som kunde kommas åt via Meganets modem. På grund av problem med kostnader från användandet av telefonlinjer och lagg, erbjöd bara två spel tävlingsinriktat spelupplägg: Tel-Tel Stadium och Tel-Tel Mahjong. Dessa spel fanns även att ladda ned och spelas av en spelare. Segas motvillighet att ägna sig åt en etablering av tjänsten i Nordamerika, ledde till att tredjepartsutvecklare i den regionen var ovilliga att investera i utvecklande av spel specifikt till Meganet. Detta resulterade i ett lågt antal skapade speltitlar till tjänsten.
Följande lista visar alla titlar utgivna till Meganet. Samtliga spel i listan gavs enbart ut i Japan.
| Titel                                     | Utvecklare | Utgivare | År   |
| ----------------------------------------- | ---------- | -------- | ---- |
| 16t                                       | Sega       | Sega     | 1991 |
| Aworg: Hero In The Sky                    | Sega       | Sega     | 1991 |
| Columns                                   | Sega       | Sega     | 1991 |
| Flicky                                    | Sega       | Sega     | 1991 |
| Forbidden City                            | Sunsoft    | Sunsoft  | 1991 |
| Hyper Marbles                             | Sega       | Sega     | 1991 |
| Ikazuse! Koi no Doki Doki Penguin Land MD | Sega       | Sega     | 1991 |
| Kiss Shot                                 | Sega       | Sega     | 1991 |
| Medal City                                | Sega       | Sega     | 1991 |
| Mega Mind                                 | Sega       | Sega     | 1991 |
| Paddle Fighter                            | Sega       | Sega     | 1991 |
| Phantasy Star II: Amia's Adventure        | Sega       | Sega     | 1991 |
| Phantasy Star II: Anne's Adventure        | Sega       | Sega     | 1991 |
| Phantasy Star II: Huey's Adventure        | Sega       | Sega     | 1991 |
| Phantasy Star II: Kinds's Adventure       | Sega       | Sega     | 1991 |
| Phantasy Star II: Nei's Adventure         | Sega       | Sega     | 1991 |
| Phantasy Star II: Rudger's Adventure      | Sega       | Sega     | 1991 |
| Phantasy Star II: Shilka's Adventure      | Sega       | Sega     | 1991 |
| Phantasy Star II: Eusis's Adventure       | Sega       | Sega     | 1991 |
| Putter Golf                               | Sega       | Sega     | 1991 |
| Pyramid Magic                             | Sega       | Sega     | 1991 |
| Pyramid Magic II                          | Sega       | Sega     | 1991 |
| Pyramid Magic III                         | Sega       | Sega     | 1991 |
| Pyramid Magic Special                     | Sega       | Sega     | 1991 |
| Riddle Wired                              | Sega       | Sega     | 1991 |
| Robot Battler                             | Sega       | Sega     | 1991 |
| Shi no Meikyuu: Labyrinth of Death        | Sega       | Sega     | 1991 |
| Sonic Eraser                              | Sega       | Sega     | 1991 |
| Teddy Boy Blues                           | Sega       | Sega     | 1991 |
| Tel-Tel Mahjong                           | Sunsoft    | Sunsoft  | 1990 |
| Tel-Tel Stadium                           | Sunsoft    | Sunsoft  | 1990 |